# Geschichte der Straßenbahnfahrzeuge in Deutschland
Während in den anderen großen westlichen Staaten Europas die meisten Straßenbahnnetze in der zweiten Hälfte des 20. Jahrhunderts stillgelegt wurden, in Großbritannien außer in ein paar Seebädern, in Frankreich außer in Lille, Marseille und Saint-Étienne, in Italien außer in Mailand, Rom und Neapel, behielten die meisten bundesdeutschen Großstädte ihre Straßenbahn. In der DDR wurden nur wenige Straßenbahnnetze stillgelegt. Daher wurde in Deutschland der Fuhrpark einer großen Zahl von Straßenbahnbetrieben kontinuierlich weiterentwickelt.
Diese Galerie enthält bewusst nur eine recht knappe Auswahl, nicht mehr als erforderlich, um die zeitliche Entwicklung der Gestalt der Straßenbahnen zu verdeutlichen.
Straßenbahnfahrzeuge fahren üblicherweise 30 Jahre lang im Liniendienst, einzelne 50 Jahre und länger. Daher sind einige Wagen nicht in der Lackierung ihrer Epoche abgebildet, sondern in einer späteren. Bei etlichen hat man auch den ursprünglichen Stromabnehmer durch einen technisch moderneren ersetzt. So erfolgte bei der Berliner Straßenbahn die Umstellung von Stangen- auf Scherenstromabnehmer erst ab 1948. Einholmstromabnehmer werden auf Straßenbahnwagen erst seit etwa 1980 verwendet.

## Pferde- und Dampfantrieb
33 Jahre nach der ersten New Yorker Pferdetram und zehn Jahre nach der Eröffnung der Straßenbahn in Paris ging in Berlin 1865 die erste Straßenbahn in Betrieb, in Hamburg 1866. Später wurden die meisten dieser Bahnen auf elektrischen Betrieb umgestellt und die Wagen als Beiwagen elektrischer Triebwagen weitergenutzt. Gerade in der Anfangszeit setzte man mancherorts Doppelstockwagen ein. Darunter auch welche mit gänzlich offenem Oberdeck, fachlich korrekt Decksitzwagen genannt. Wo lange Strecken oder ein hohes Fahrgastaufkommen zu bewältigen waren, wurden auf manchen Strecken auch kleine Kastendampflokomotiven eingesetzt, wegen Belästigung und Gefährdung (Scheuen von Pferden) von Anwohnern und anderen Verkehrsteilnehmern aber mit Ausreifen des elektrischen Antriebs zumeist ersetzt. Auch als der elektrische Antrieb eigentlich schon Standard war, wurden wegen der geringeren Investitionskosten noch vereinzelt Pferdebahnen neu in Betrieb genommen, so 1909 in Bad Salzuflen.

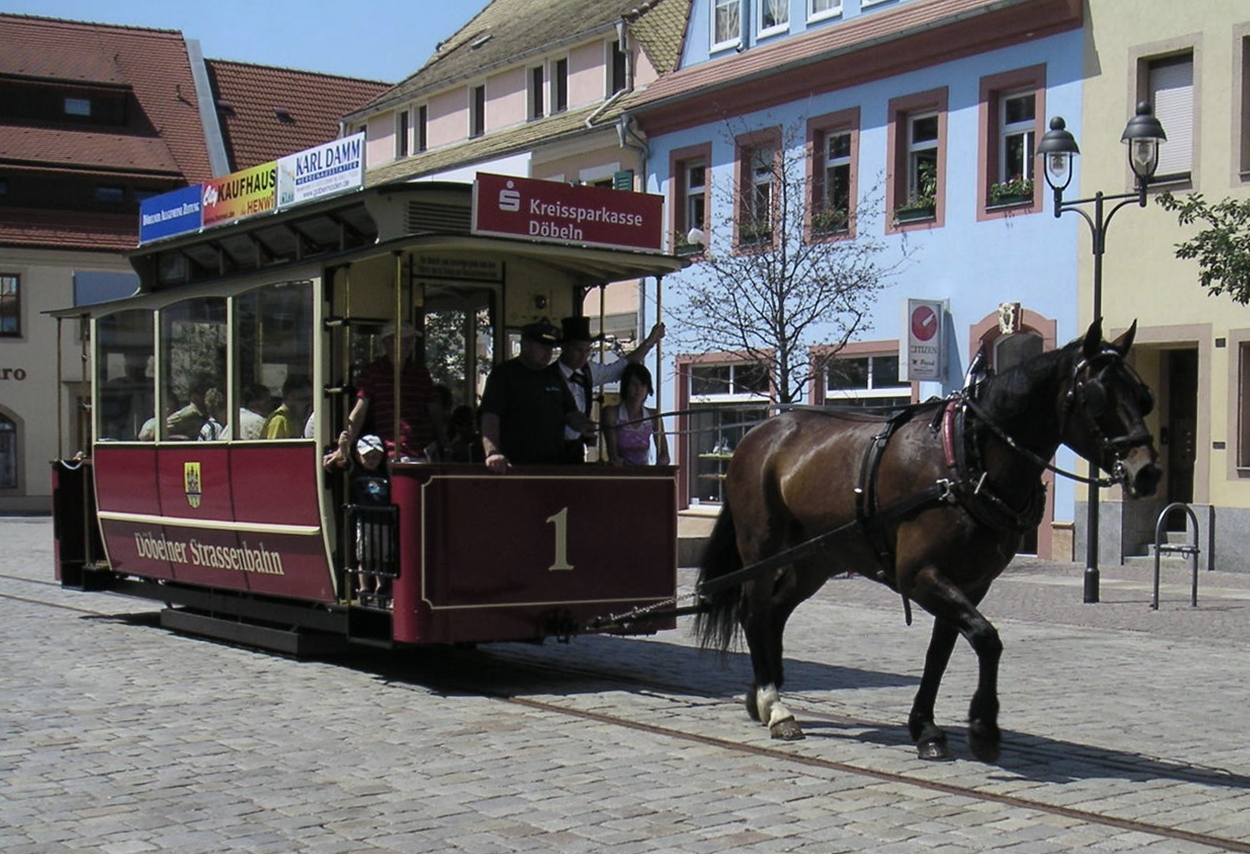
rekonstruierter Pferdebahnwagen in Döbeln
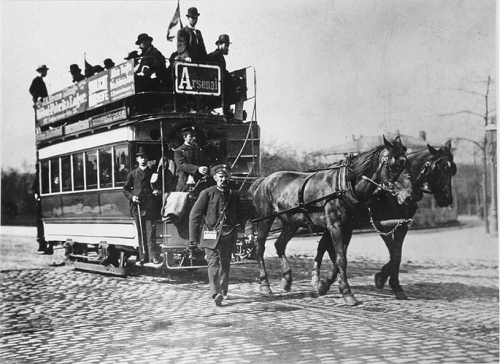
Oberdeckwagen auf Dresdens erster Straßenbahnlinie (ab 1872)
1878 auf Dampftraktion umgestellt: Hamburgs erste Pferdebahn, 1866 mit Doppelstockwagen der Firma Lauenstein eröffnet
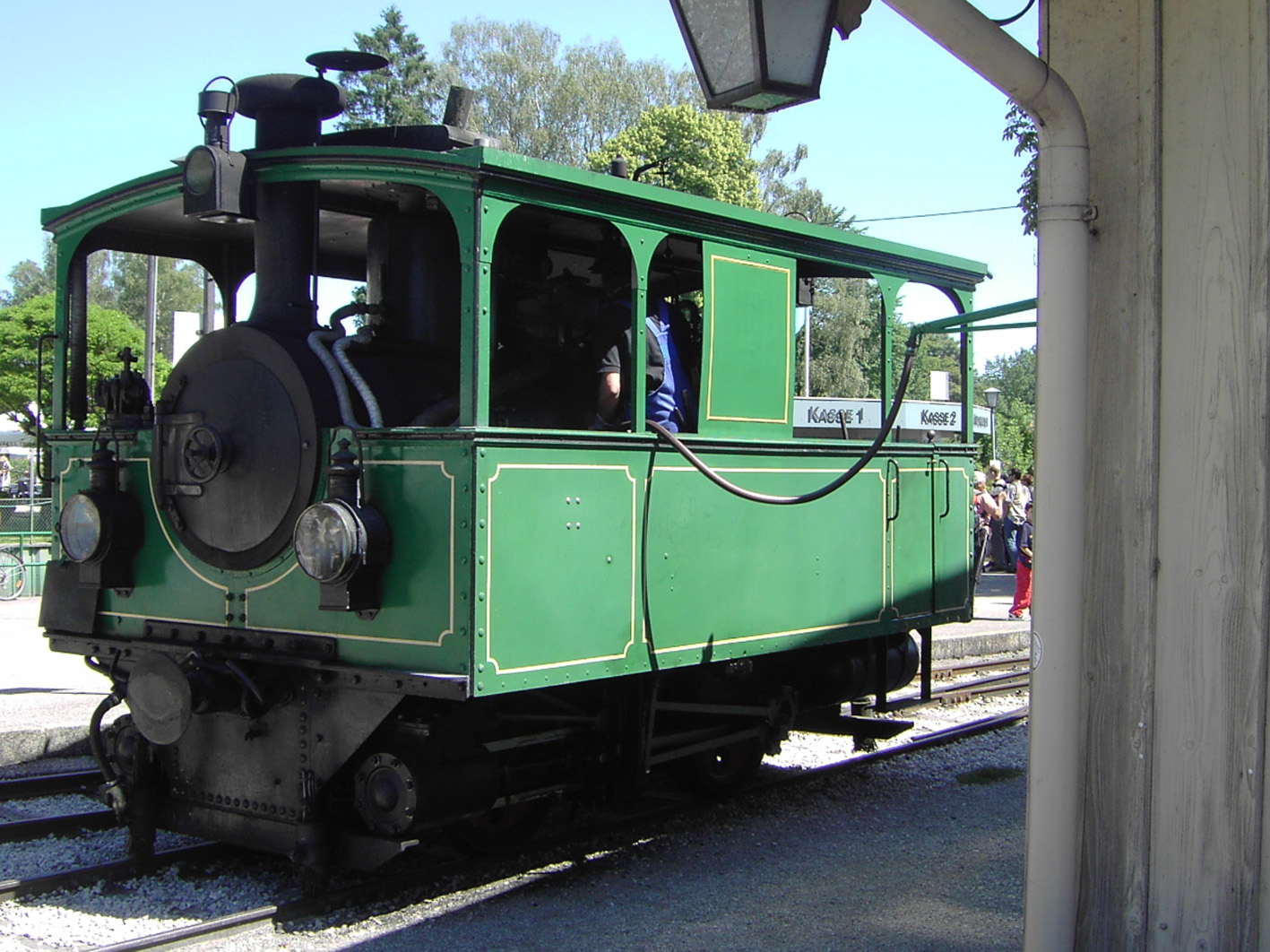
Die Chiemseebahn, in fast ganzer Länge in Ortslage am Straßenrand geführt, wird noch heute mit einer typischen Kastenlokomotive betrieben.
Zunächst hatten viele Straßenbahnbetriebe im Sommer mehr Fahrgäste als im Winter und setzten dann zusätzlich luftige Sommerwagen ein.

- rekonstruierter Pferdebahnwagen in Döbeln
- Oberdeckwagen auf Dresdens erster Straßenbahnlinie (ab 1872)
- 1878 auf Dampftraktion umgestellt: Hamburgs erste Pferdebahn, 1866 mit Doppelstockwagen der Firma Lauenstein eröffnet
- Die Chiemseebahn, in fast ganzer Länge in Ortslage am Straßenrand geführt, wird noch heute mit einer typischen Kastenlokomotive betrieben.
- Zunächst hatten viele Straßenbahnbetriebe im Sommer mehr Fahrgäste als im Winter und setzten dann zusätzlich luftige Sommerwagen ein.

## „Elektrische“ bis 1945
Der erste elektrische Straßenbahnbetrieb von Siemens in Lichterfelde mit Stromversorgung über die Schienen hatte noch einen ausgeprägten Demonstrations- und Versuchscharakter. Bei der FOTG von Frankfurt nach Offenbach wurde die zweipolige Schlitzrohrfahrleitung zusammen mit den Gleisen gebaut. Fortan hatte auch viele andere Straßenbahnen von Anfang an elektrischen Antrieb. Die Umrüstung alter Linien dauerte teilweise bis nach dem Ersten Weltkrieg.
Die ersten elektrischen Straßenbahntriebwagen hatten wie schon die Pferdebahnwagen offene Plattformen. Auch die Wagenmaße waren sehr ähnlich, die Achsstände lagen bei etwa zwei Metern. Vielfach wurden guterhaltene Pferdebahnwagen als Beiwagen weiterverwendet. Herstellerabhängig war die Bauart von Fahrleitung und Stromabnehmer: AEG und UEG verwendeten in der Regel Stangenstromabnehmer nach den Patenten von Frank Julian Sprague (Elektrische Ausrüstung durch UEG), Siemens dagegen Lyrastromabnehmer.
Die ersten Wagen mit geschlossenen Plattformen wurden um 1900 gebaut, die letzten mit offenen um 1910. Offene Plattformen wurden oft nachträglich verglast. Ab etwa 1910 erhielten die Fahrzeuge im Fahrgastraum elektrische Beleuchtung (vorher Petroleum).
Indem die Straßenbahn vom Luxus- zum Massenverkehrsmittel wurde, wurden immer längere Zweiachser gebaut, die wegen der noch immer kurzen Achsstände und steigender Geschwindigkeiten unruhige Laufeigenschaften aufwiesen und zusätzlich den Oberbau belasteten, und immer mehr Beiwagen eingesetzt. Längere Achsstände verbesserten zwar den Lauf im geraden Gleis, doch erforderten sie größere Bogenradien. Um die Bogenläufigkeit trotz größerem Achsstand wieder zu verbessern, wurden Versuche mit einachsigen Drehgestellen unternommen. Diese bewährten sich jedoch nicht. Die radiale Einstellung der einachsigen Drehgestelle funktionierte nur unzureichend, außerdem wiesen sie wegen des nur kleinen Einbauraumes für die Federn unkomfortabel harte Laufeigenschaften auf. Erfolgreicher waren Laufwerke mit radial einstellbaren Radsätzen, wie beispielsweise die Laufgestelle der Bauart Brill mit Rückstellung durch Pendel oder mit freien Lenkachsen. Diese verbreiteten sich vor allem bei den Straßenbahnbetrieben in Österreich-Ungarn. Damit wurden Achsstände bis etwa 3,60 Metern beherrschbar. Außerdem führten insbesondere große Straßenbahnbetriebe Maximumdrehgestelle mit je einem großen Treib- und einem kleinen Laufradsatz ein. Diese ermöglichten, längere Wagen mit einer klassischen Steuerung und nur zwei Fahrmotoren auszurüsten und trotzdem nicht die halbe Reibungsmasse für den Antrieb einzubüßen. Zwischen den Weltkriegen baute man versuchsweise auch Zweiachser mit Mitteleinstieg. Die Große Leipziger Straßenbahn beschaffte 1928 hundert Mitteleinstiegbeiwagen, die gleichzeitig eine der ersten Serien von Niederflurwagen darstellten. In den zwanziger Jahren ersetzte man bei vielen Betrieben die Stangen- durch Scherenstromabnehmer, was einen Umbau der Fahrleitung erforderte. Ebenfalls in den 1920ern erhielten die Triebwagen leistungsfähigere Motoren (ca. 2 × 35 kW statt vorher 2 ×15 kW), auch gab es Prototypen von Lenkdreiachsern.

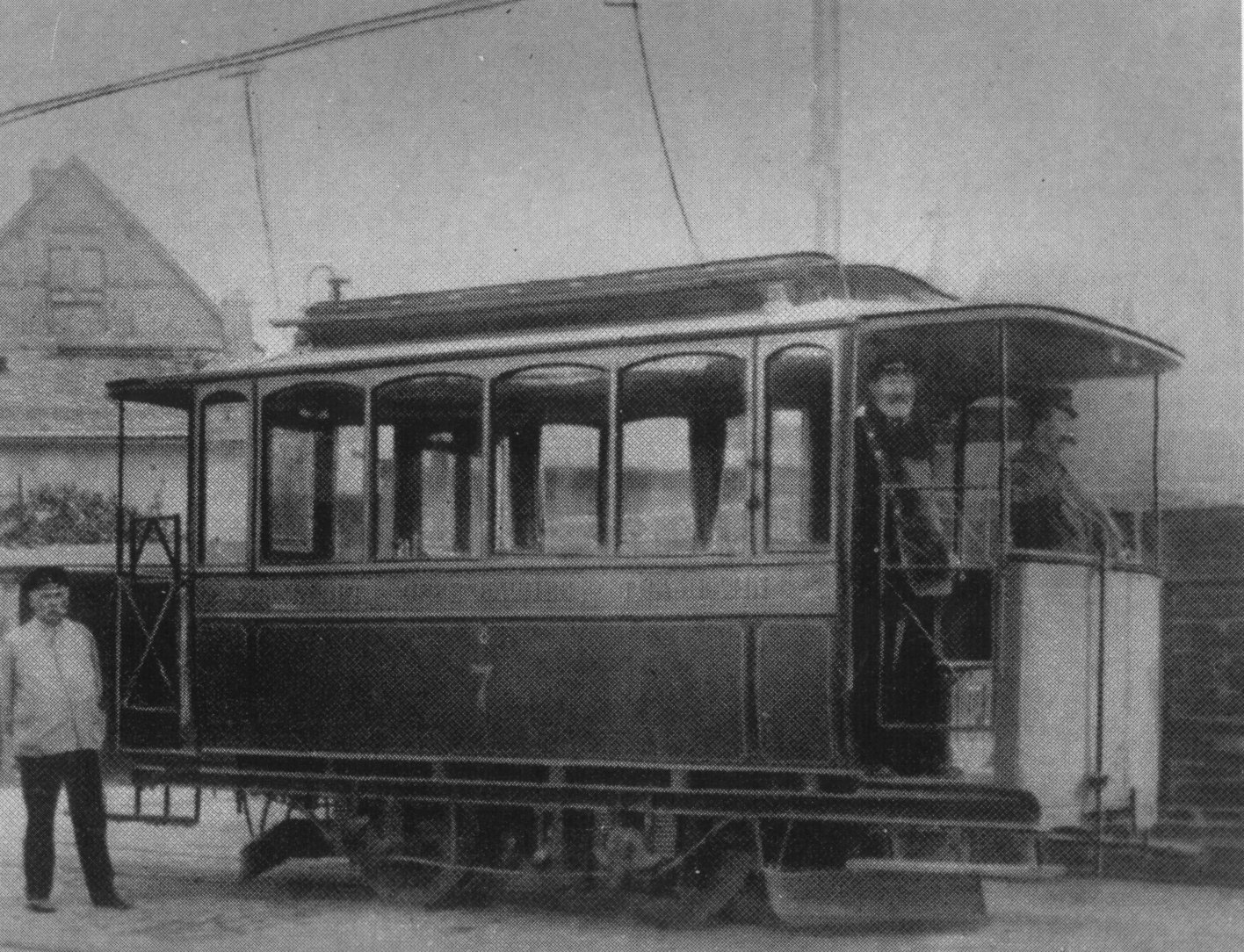
Der Frankfurt-Offenbacher Trambahn-Gesellschaft (FOTG) (1884) verwendete noch eine Schlitzrohrfahrleitung
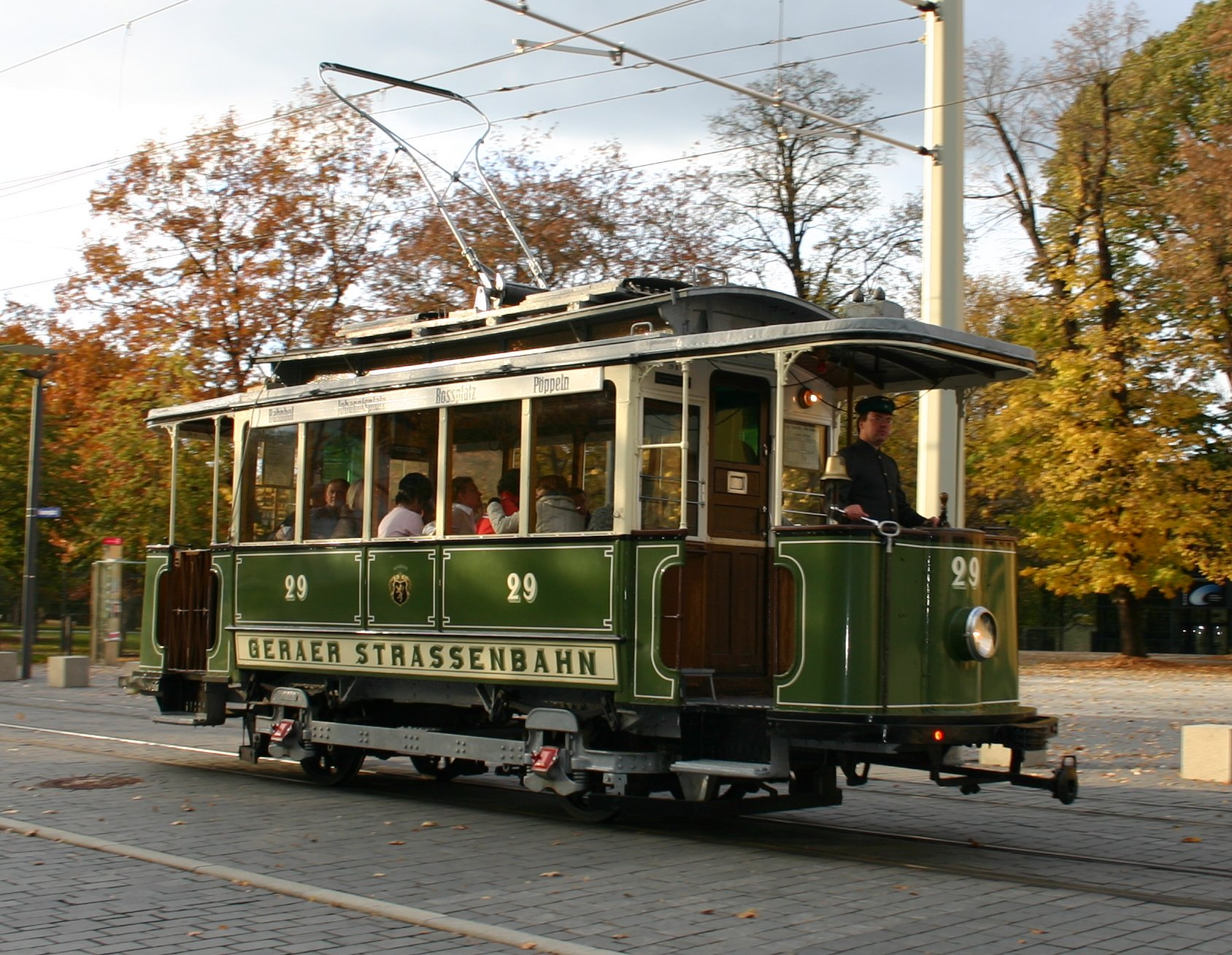
Geraer Triebwagen mit Lyra-Stromabnehmer und offenen Plattformen (historisch hatte Gera Stangenstromabnehmer)
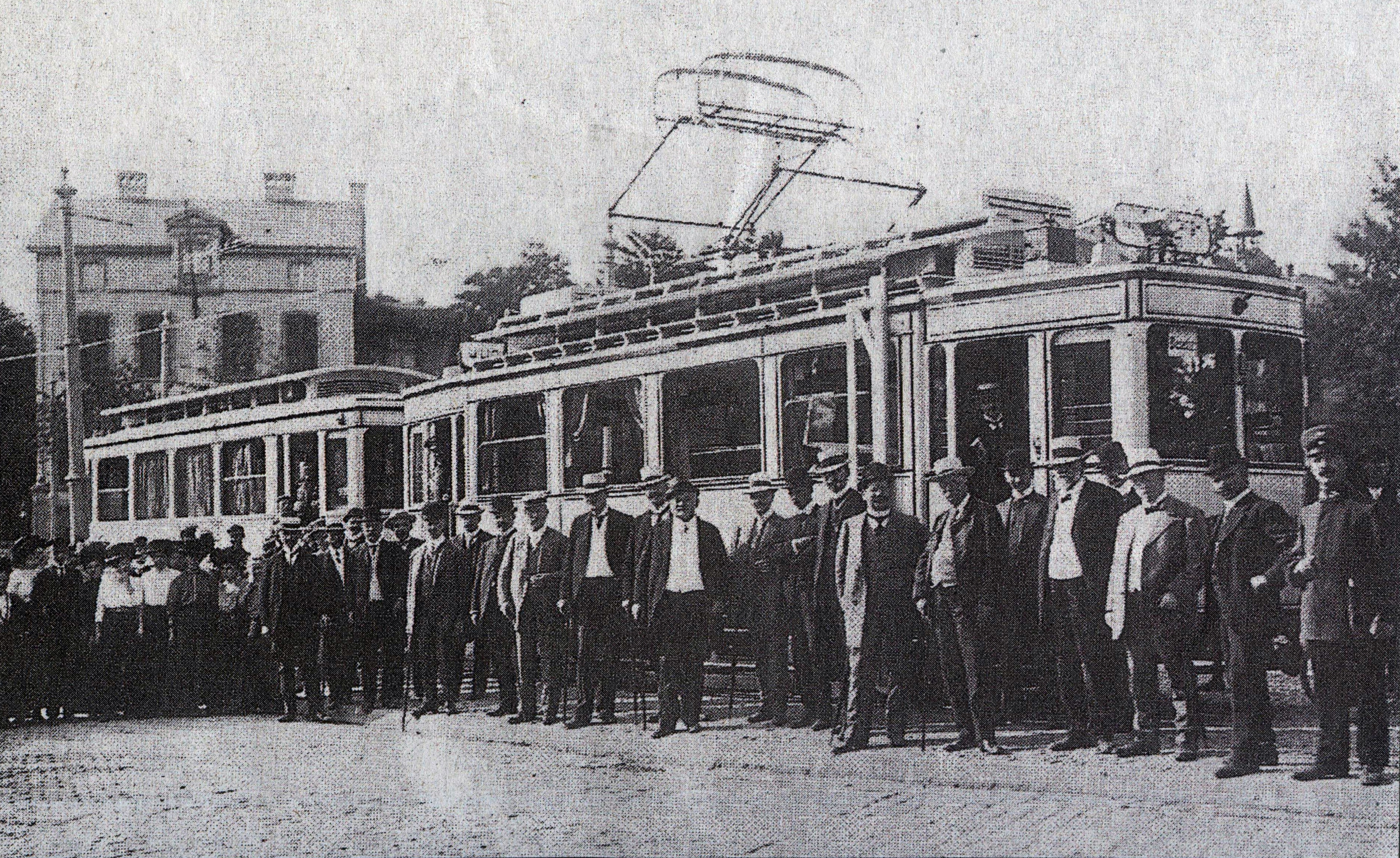
Straßenbahn Bonn–Bad Godesberg–Mehlem 1911, einer der ersten Wagen mit Scherenstromabnehmern
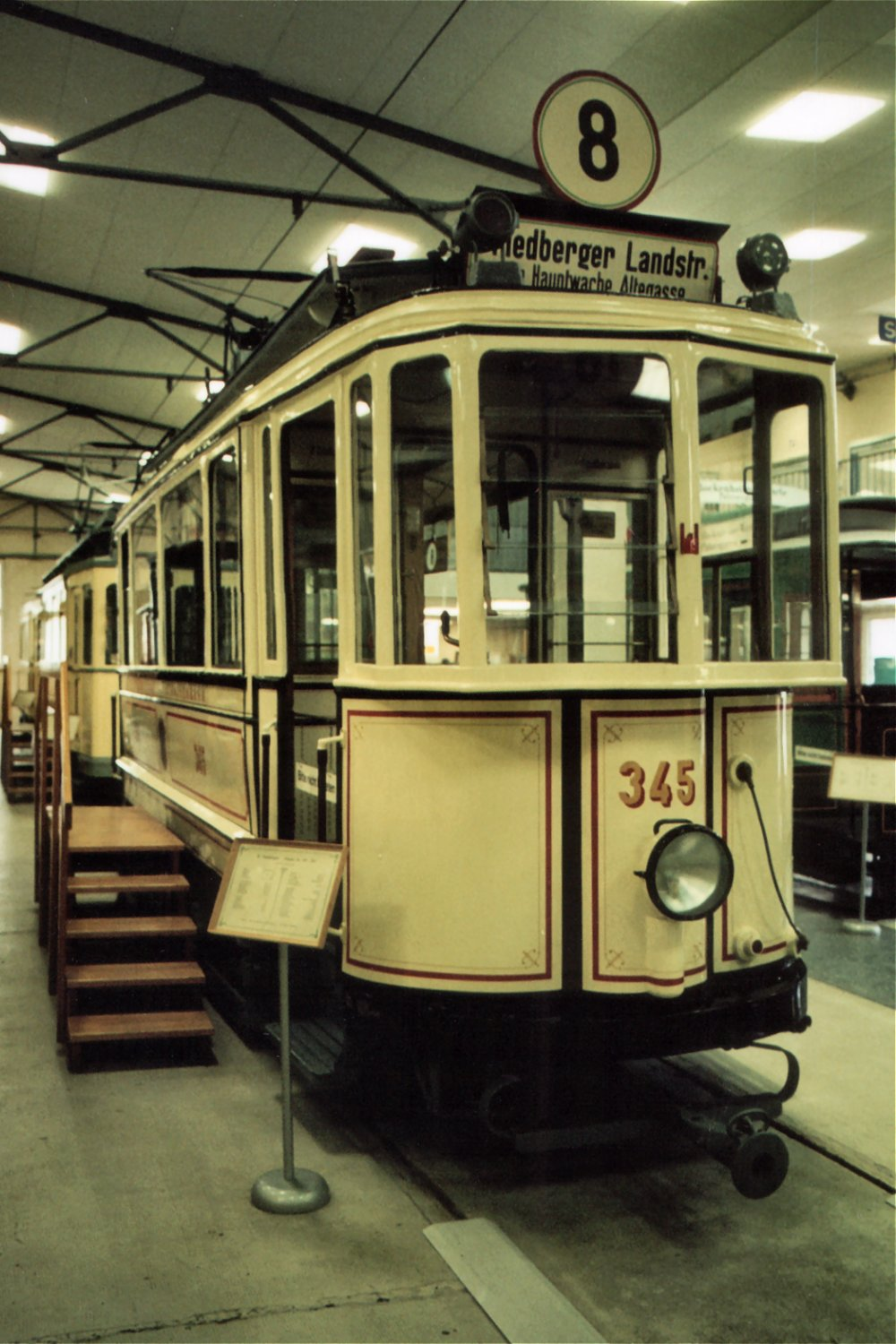
Frankfurt am Main: Triebwagen mit nachträglich verglasten Plattformen
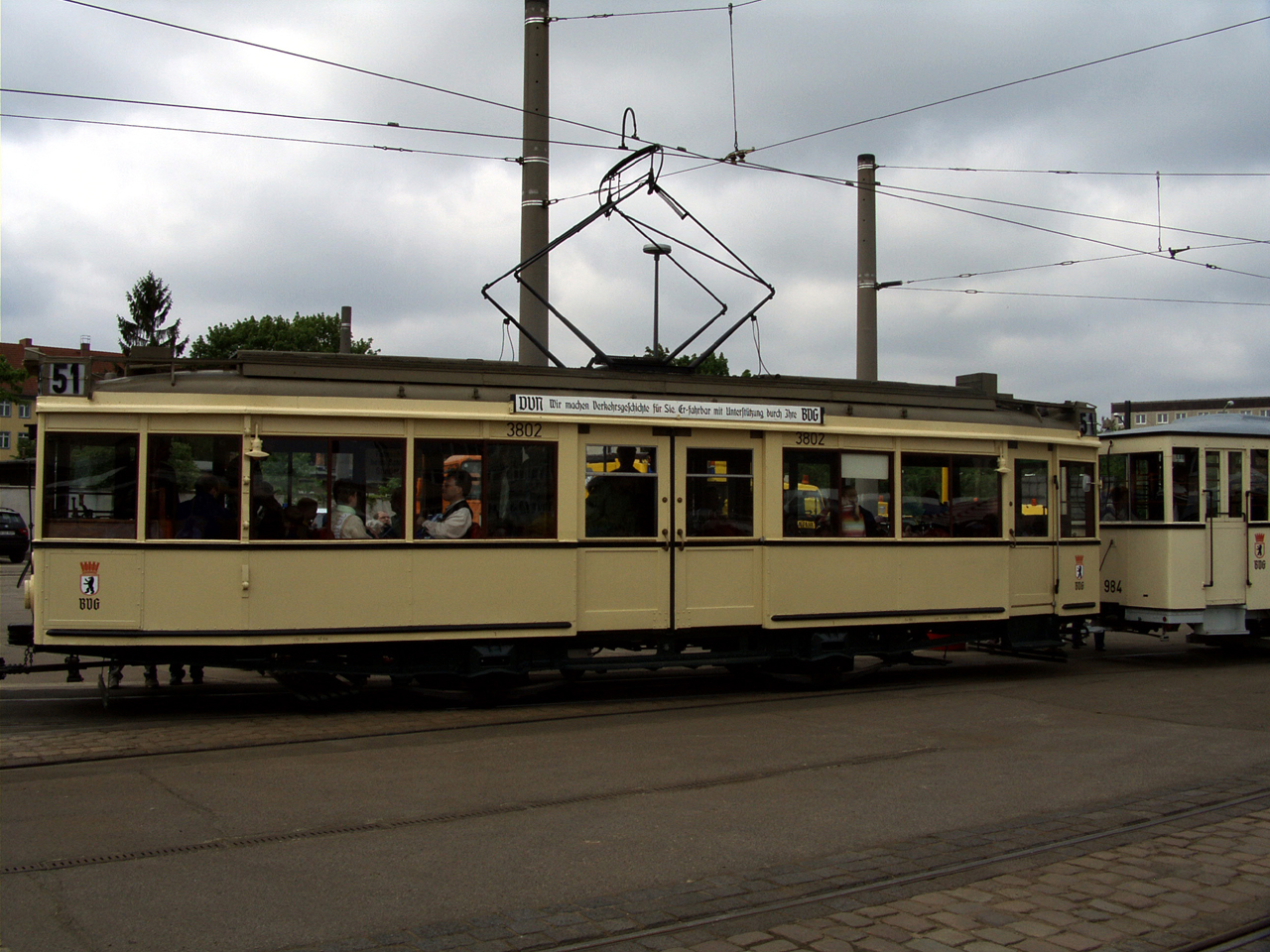
Langer Zweiachser mit Mitteleinstieg, Berlin Bauart 1927; Steuerung und Bremsen machten Probleme und mussten ersetzt werden
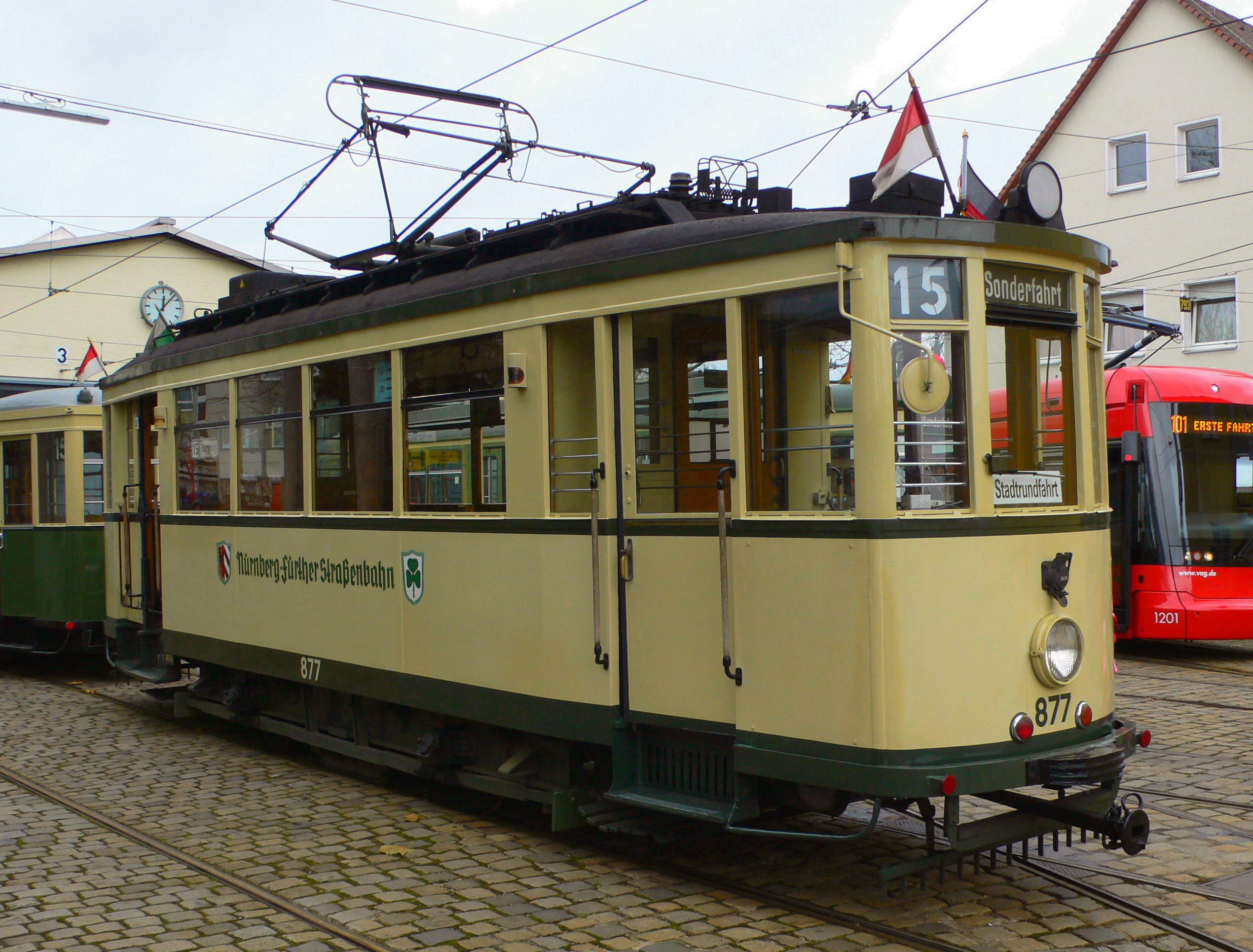
Nürnberg 1935, Zweiachser mit gerundetem Dach

Straßenbahnwagen mit vollwertigen Drehgestellen waren vor Mitte des 20. Jahrhunderts in deutschsprachigen Ländern wenig verbreitet, mit teilweise prominenten Ausnahmen. Die Leistung der Fahrmotoren erreichte in den 1940er Jahren 60 kW, in einigen Fällen auch etwas mehr.

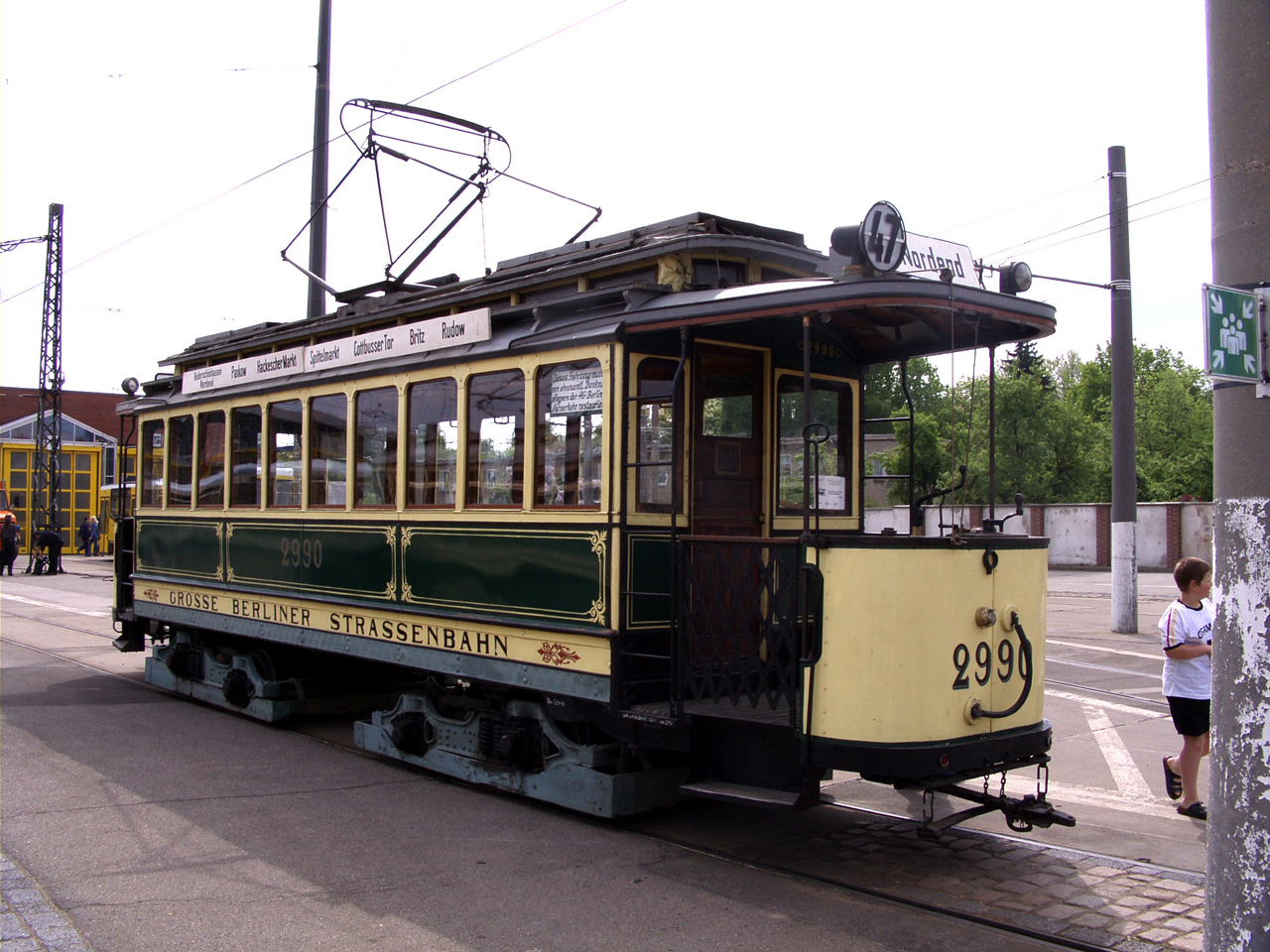
1910 gebauter Triebwagen mit Maximumdrehgestellen, einer der spätesten Berliner Wagen mit offenen Plattformen
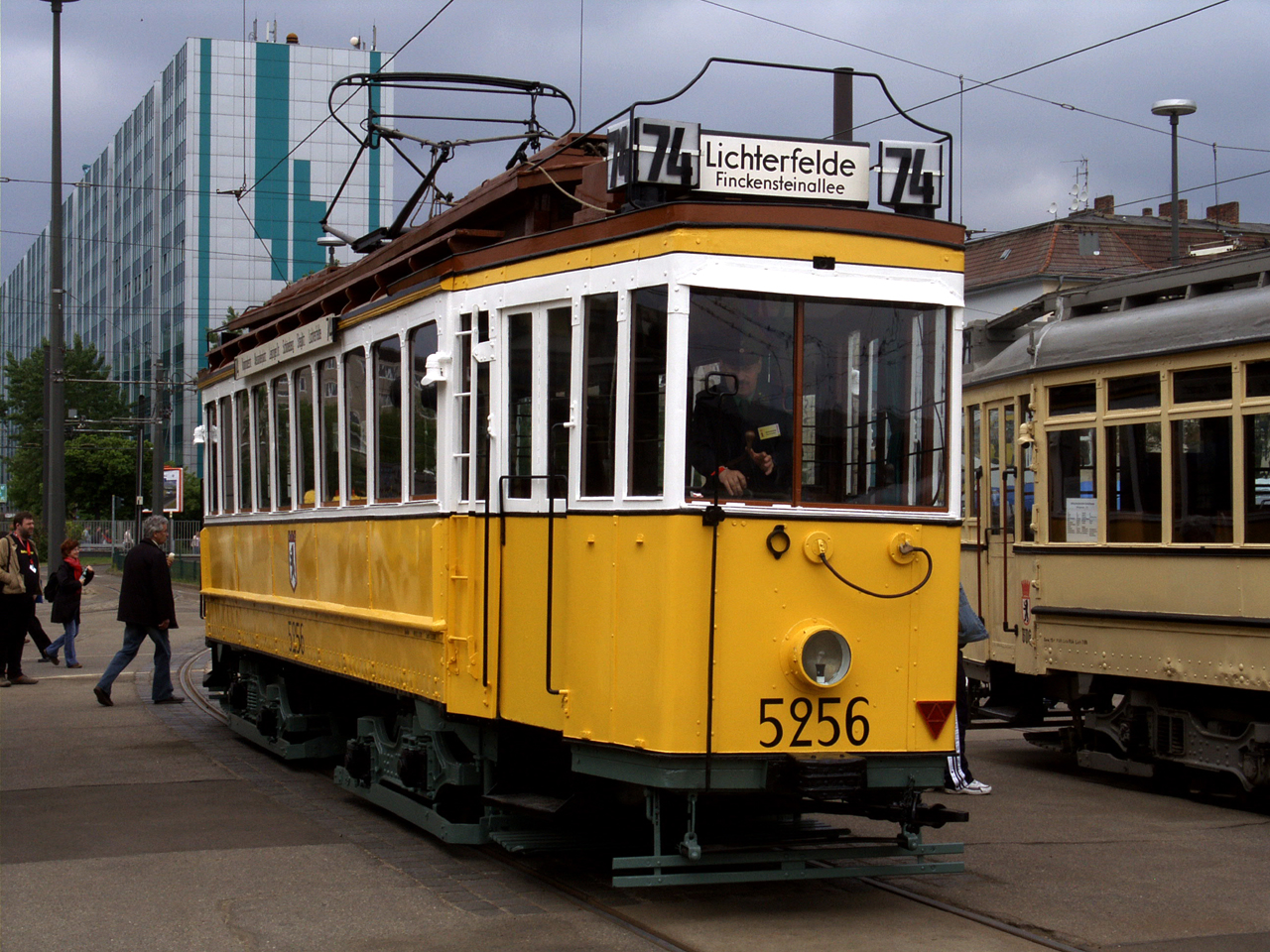
Diese Berliner Triebwagen von 1907 sahen ursprünglich ebenso aus, sie erhielten 1925 geschlossene Plattformen.
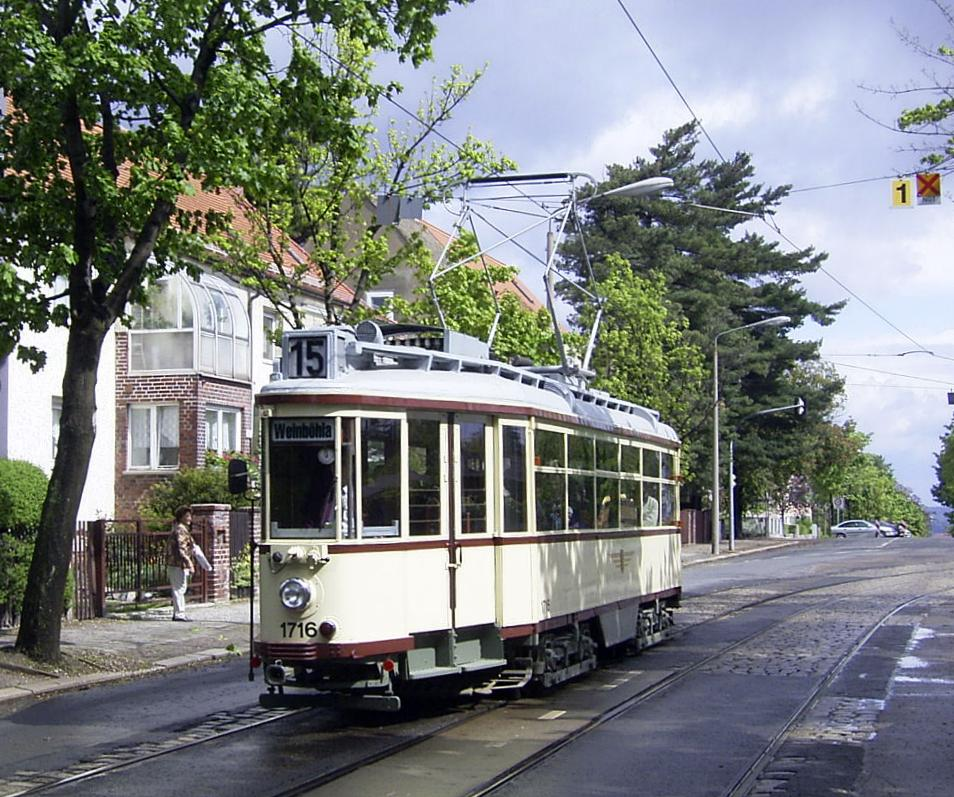
Der Große Hecht wurde von 1929 bis 1954 für die Dresdener Straßenbahn gebaut
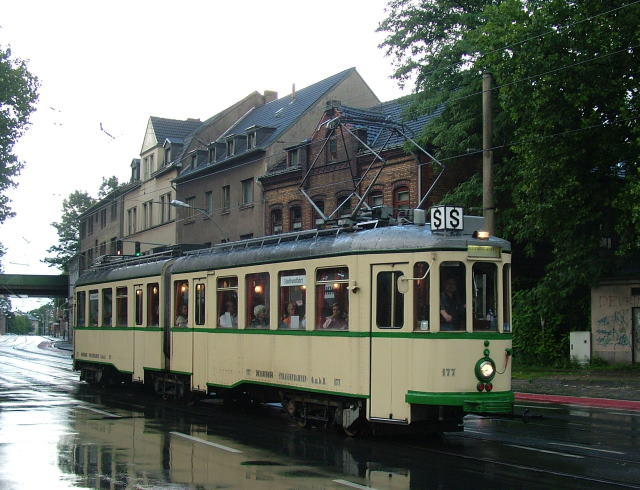
Duisburg 1926: der weltweit erste Straßenbahngelenkwagen mit Jakobsdrehgestell
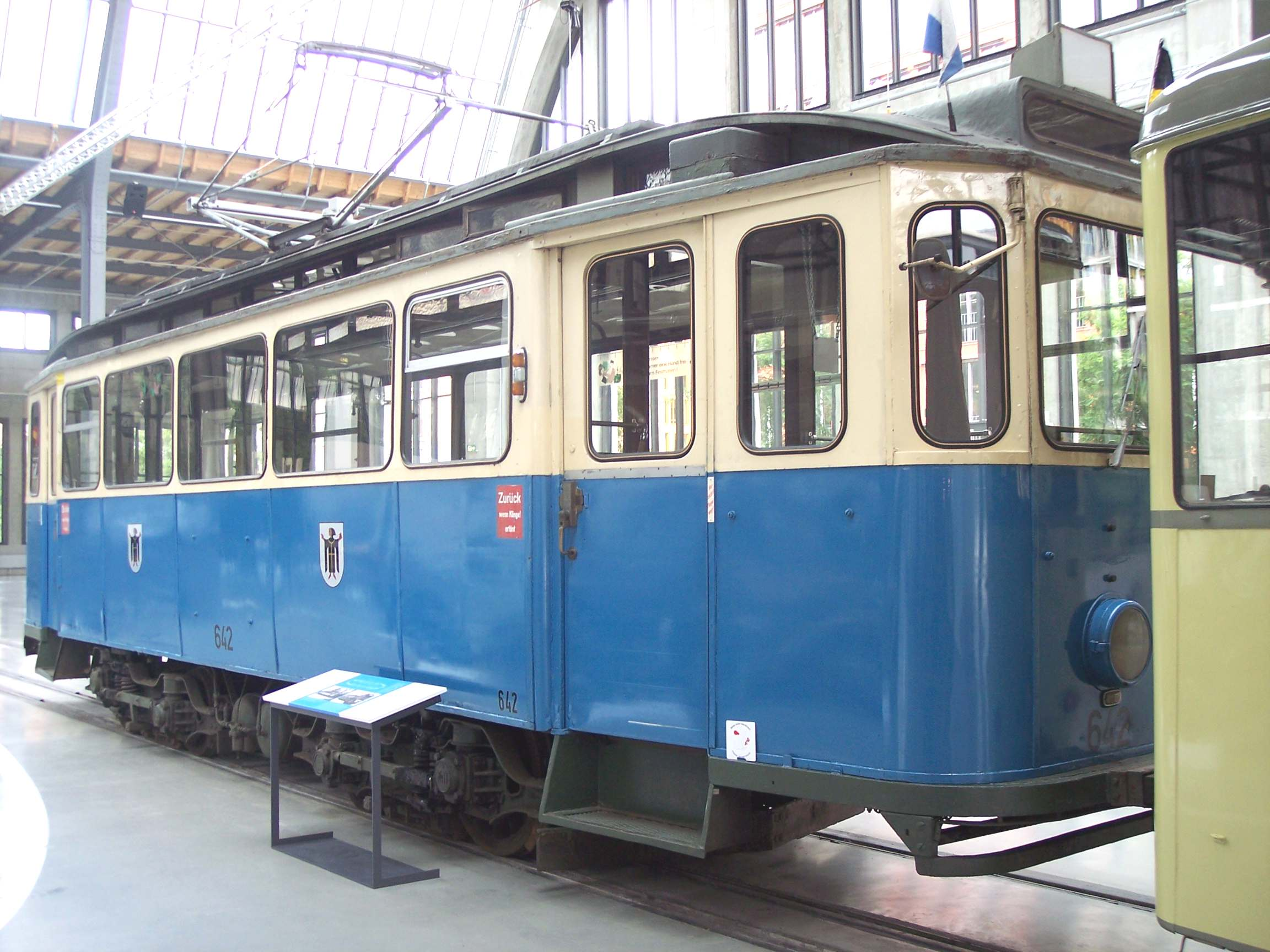
Die Straßenbahn München setzte bald nach Beginn der Elektrifizierung ganz auf Maximum-Vierachser, hier Baureihe F (1929/30)
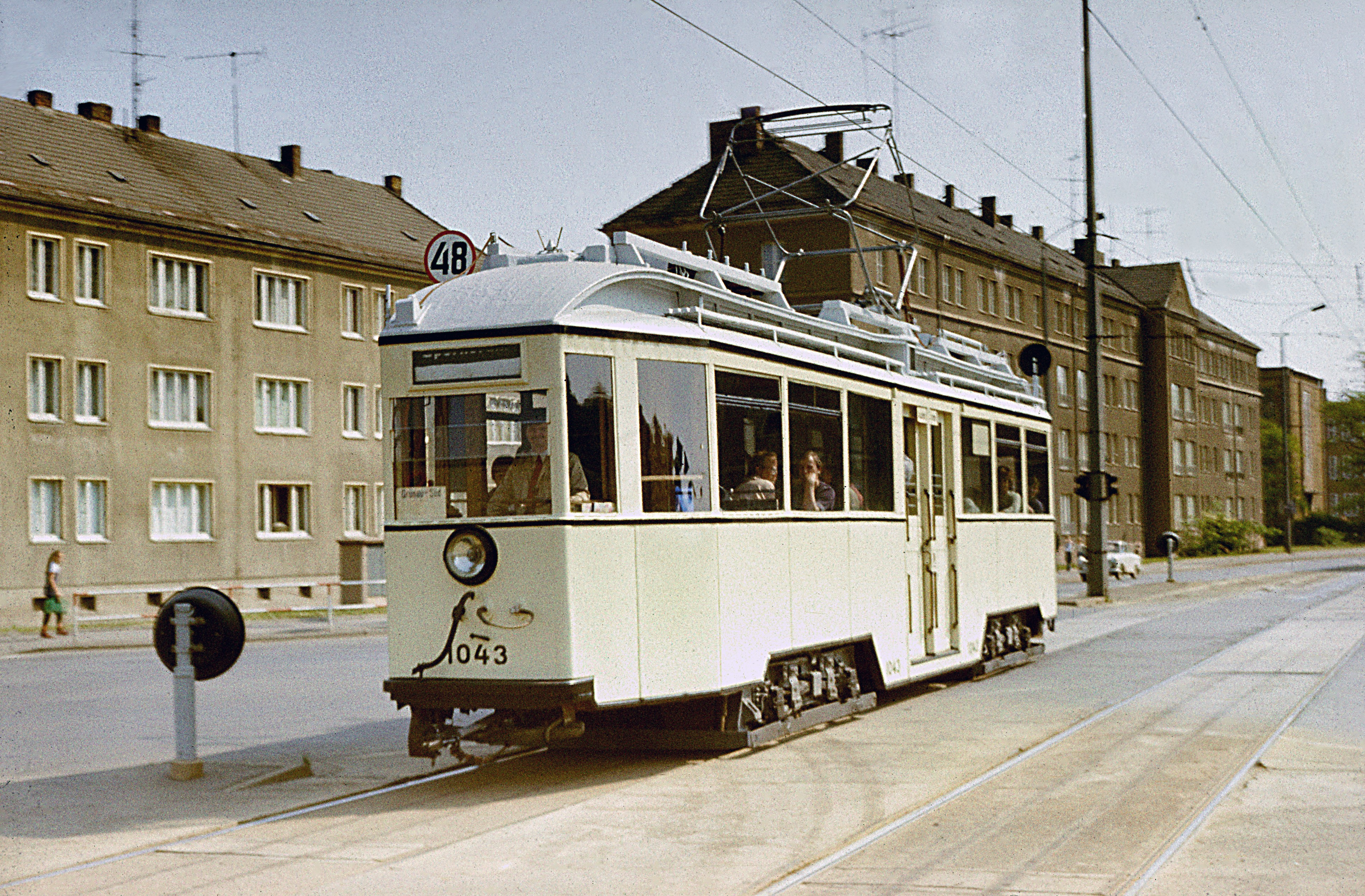
Straßenbahn Leipzig, Mitteleinstiegtriebwagen 1043, Typ 29. Diese zwischen 1929 und 1931 gelieferte Bauart war die letzte vor dem Zweiten Weltkrieg
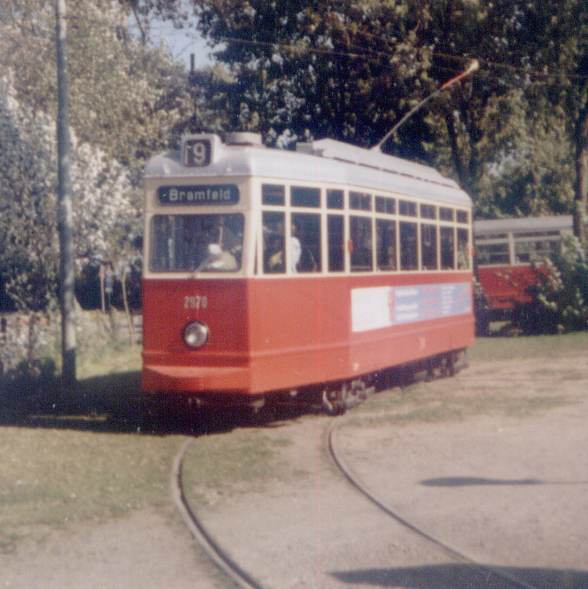
Hamburg, Typ V3 (1937–1940): Anteil von Vierachsern bis 1945 zwischen 10 und 20 %; Stangenstromabnehmer dort bis zum Ende des Betriebes 1978.

## Erste Jahre nach 1945
Vorkriegsfahrzeuge, Kriegsstraßenbahnwagen, modernisierte Fahrzeuge und „Aufbauwagen“ nach dem Zweiten Weltkrieg:

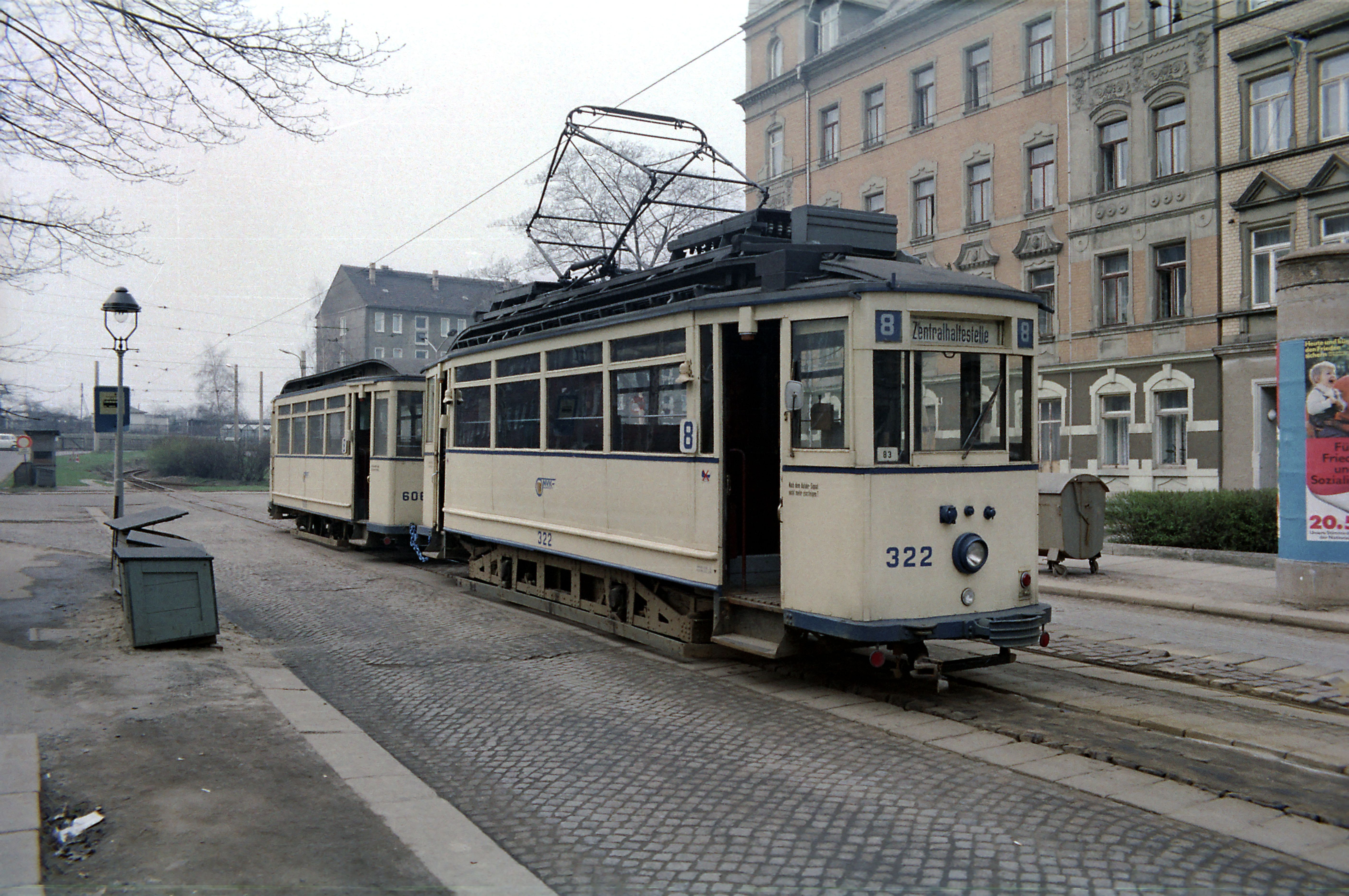
Typischer Zweiachserzug aus den 1920er Jahren in Karl-Marx-Stadt (Chemnitz) 1979.
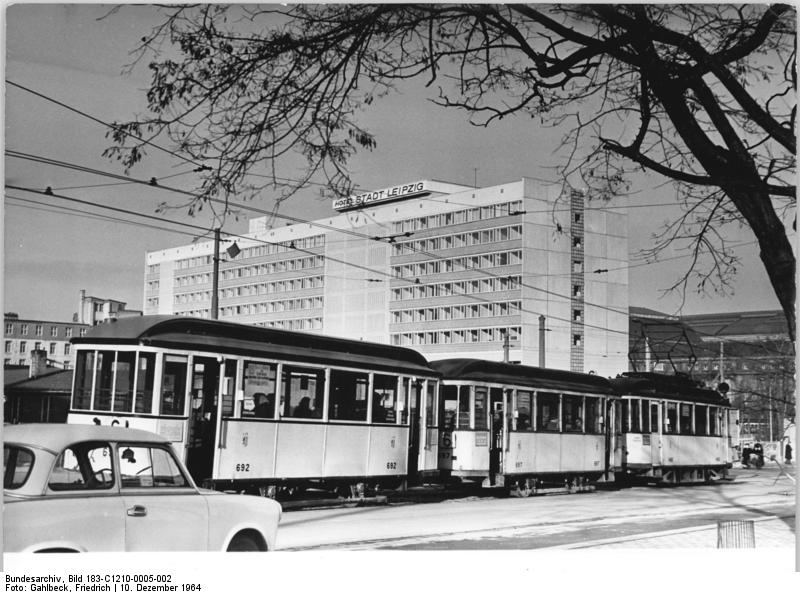
In der Bundesrepublik bis in die 1960er verbreitet, in der DDR bis in die 1970er: zweiachsiger Trieb- mit zwei Beiwagen aus den 1920ern.
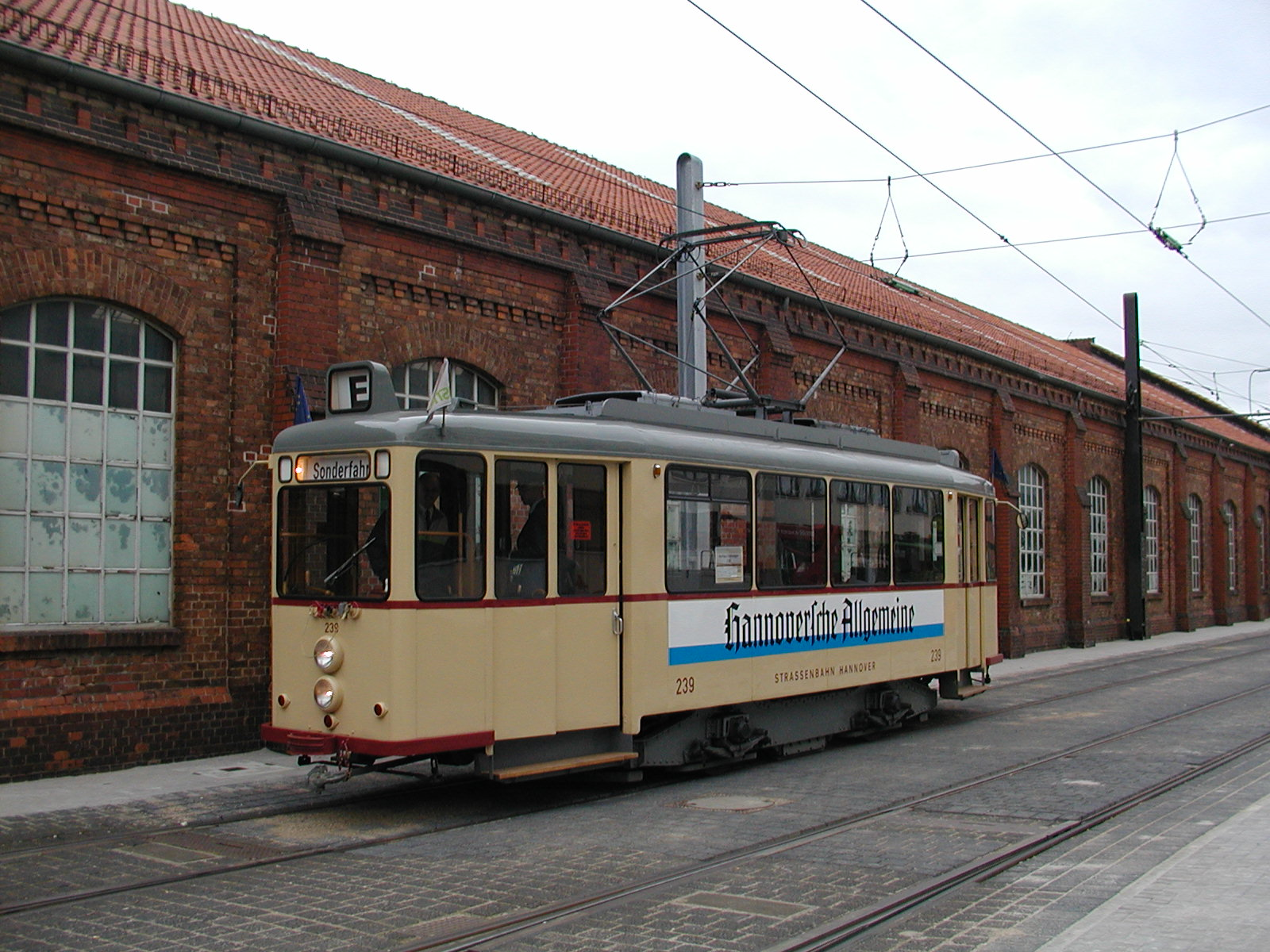
Hannover: Vorkriegs-Zweiachser wurden im Westen bis Mitte der 1950er, im Osten noch länger mit neuen Wagenkästen versehen, meist auf Bodenrahmen oder Laufgestellen kriegszerstörter Wagen (im Westen »Aufbauwagen« genannt)
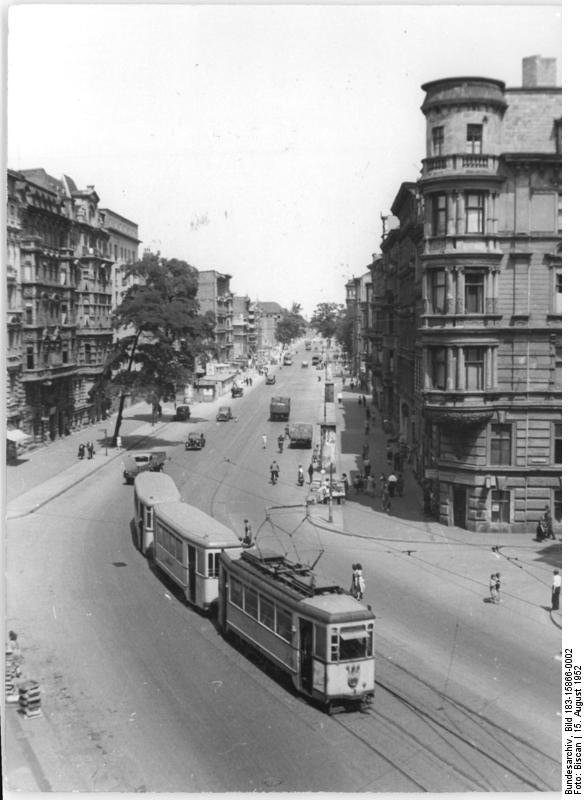
Dreiwagenzug in Magdeburg, in Gotha erstellte Aufbauwagen von 1950 (Triebwagen) bis 1957
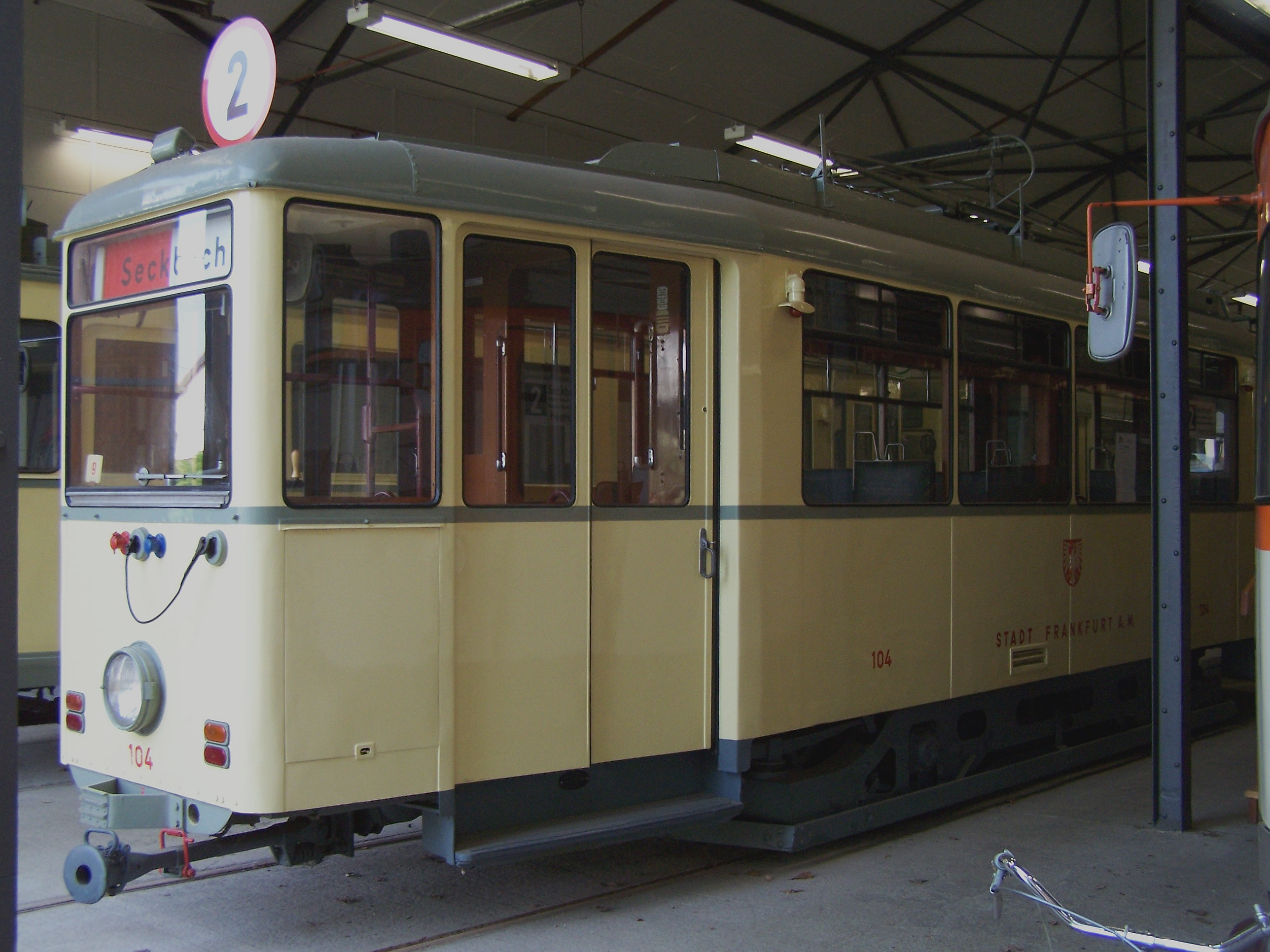
Von Aufbau- und Umbauwagen kaum zu unterscheiden: die ersten Neubauwagen vom Typ Verbandswagen, hier als Typ K in Frankfurt am Main

## Entwicklung in der Bundesrepublik

### 1950er und 1960er
Im Westteil Deutschlands setzte man seit Anfang der 1950er Jahre auf vierachsige Großraumwagen (ab 1951) und seit Mitte des Jahrzehnts auf sechsachsige Gelenkwagen (ab 1956), in vielen Städten als Einrichtungswagen. Marktführer war DUEWAG. Stuttgart, Freiburg und Ulm setzten Wagen der Maschinenfabrik Esslingen ein, die baugleich auch in Rastatt produziert wurden. Die erste Generation der Bremer Gelenkwagen und die baugleichen Münchener P-Wagen wurden von Hansa Waggonbau in Bremen geliefert.

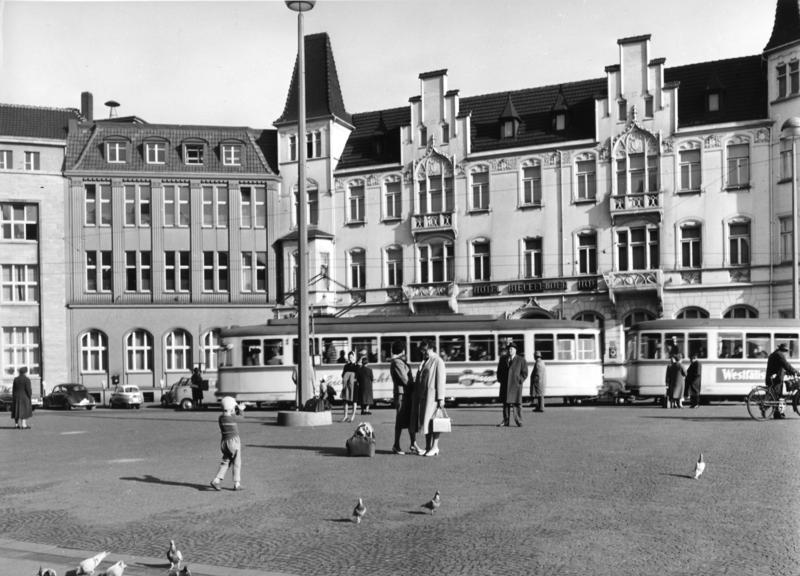
Großraumwagen des ab 1951 der Üstra in Hannover gelieferten Typs in Bielefeld
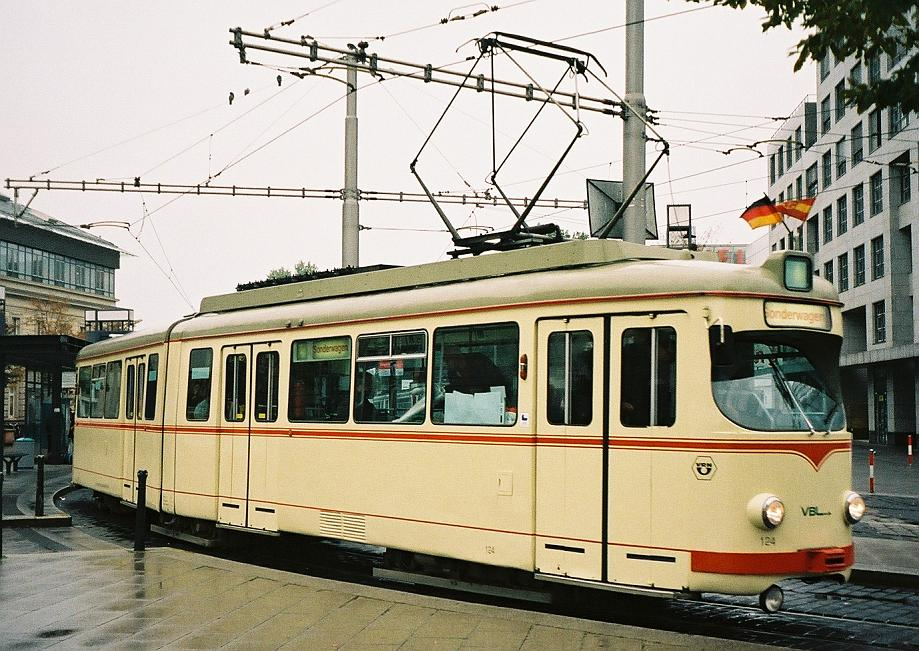
klassischer Duewag-Gelenkwagen (GT6) mit zwei Segmenten und drei Drehgestellen.
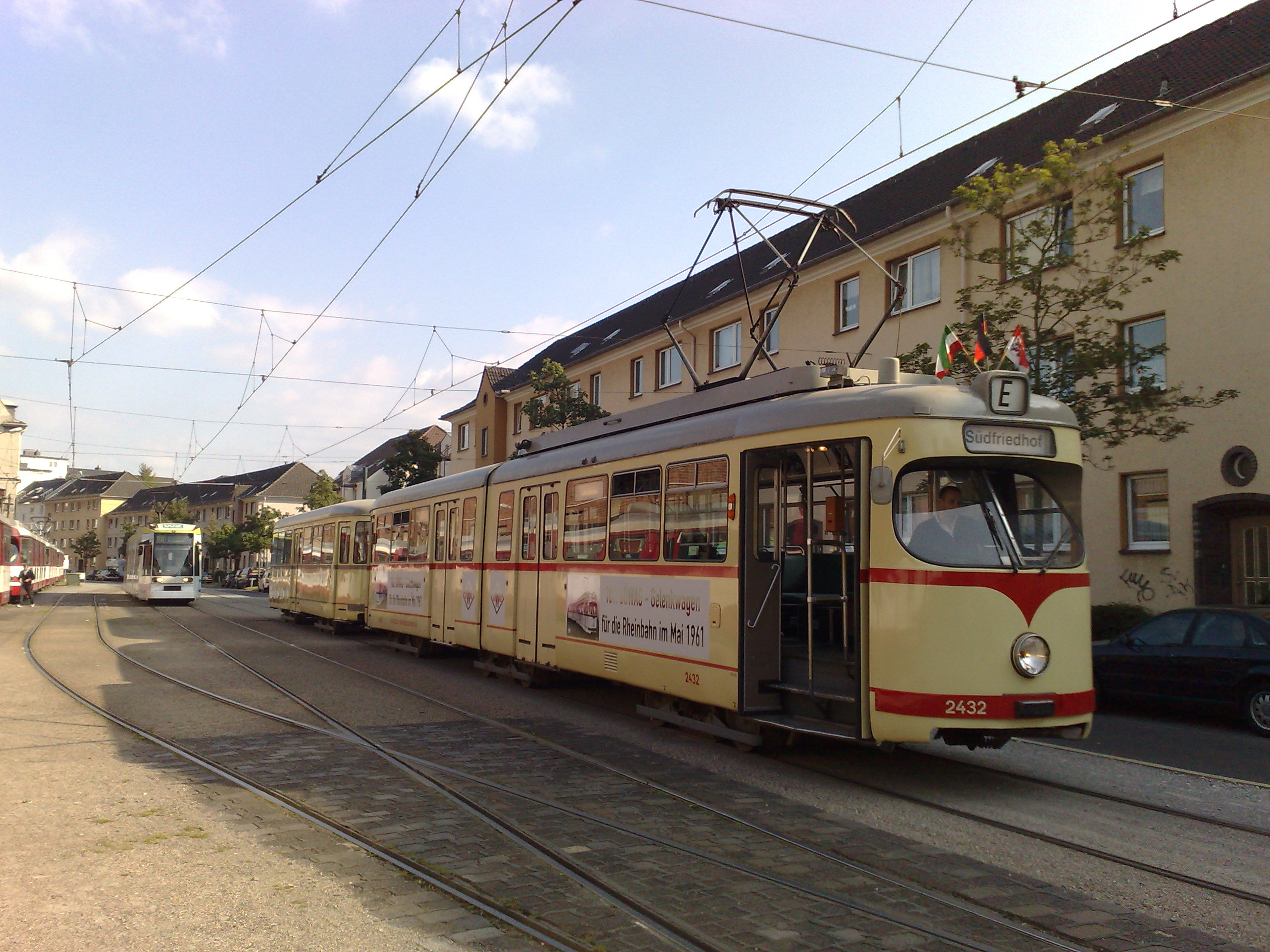
Typisch für die 1960er Jahre waren Gelenktriebwagen mit Großraumbeiwagen
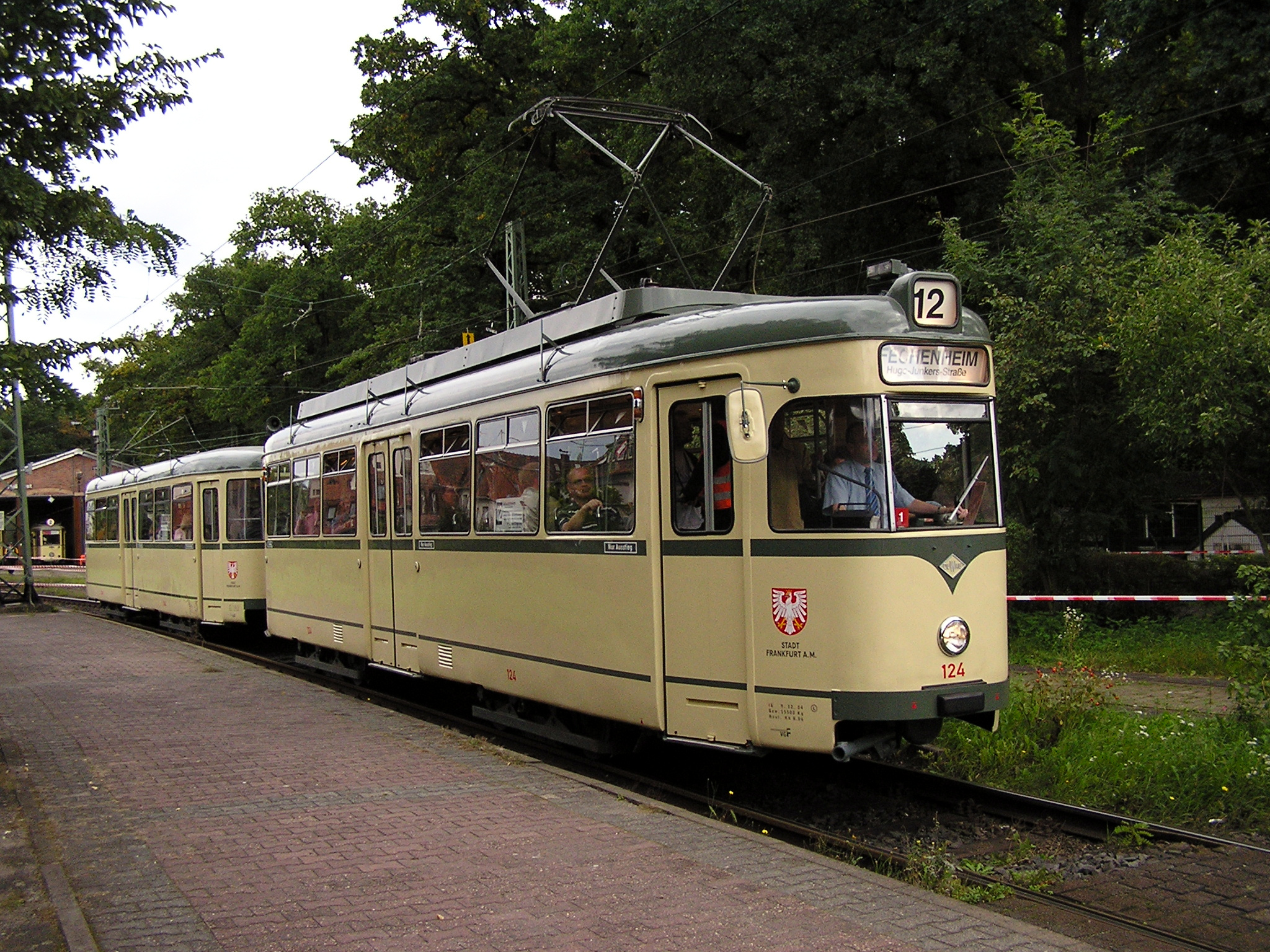
Duewag-Großraumwagen mit passendem Beiwagen, mit breiteren Fenstern als 1951
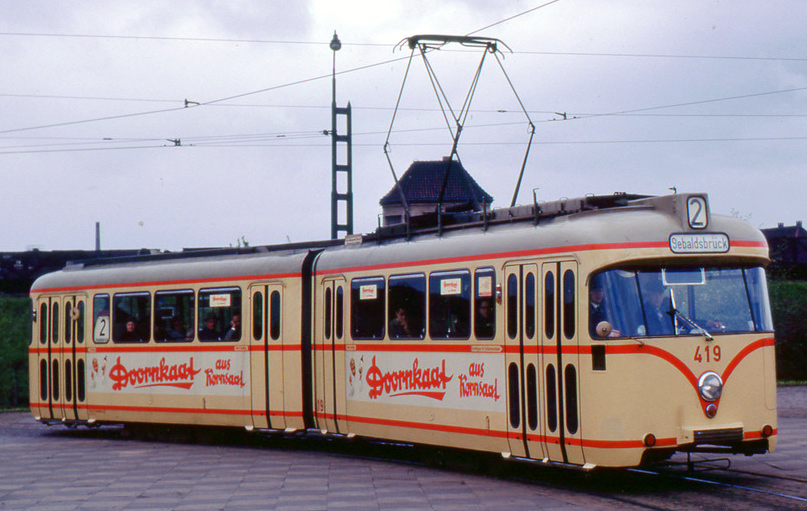
In Bremen (Bild), München und Stuttgart bevorzugte man Kurzgelenkwagen mit nur zwei Drehgestellen.
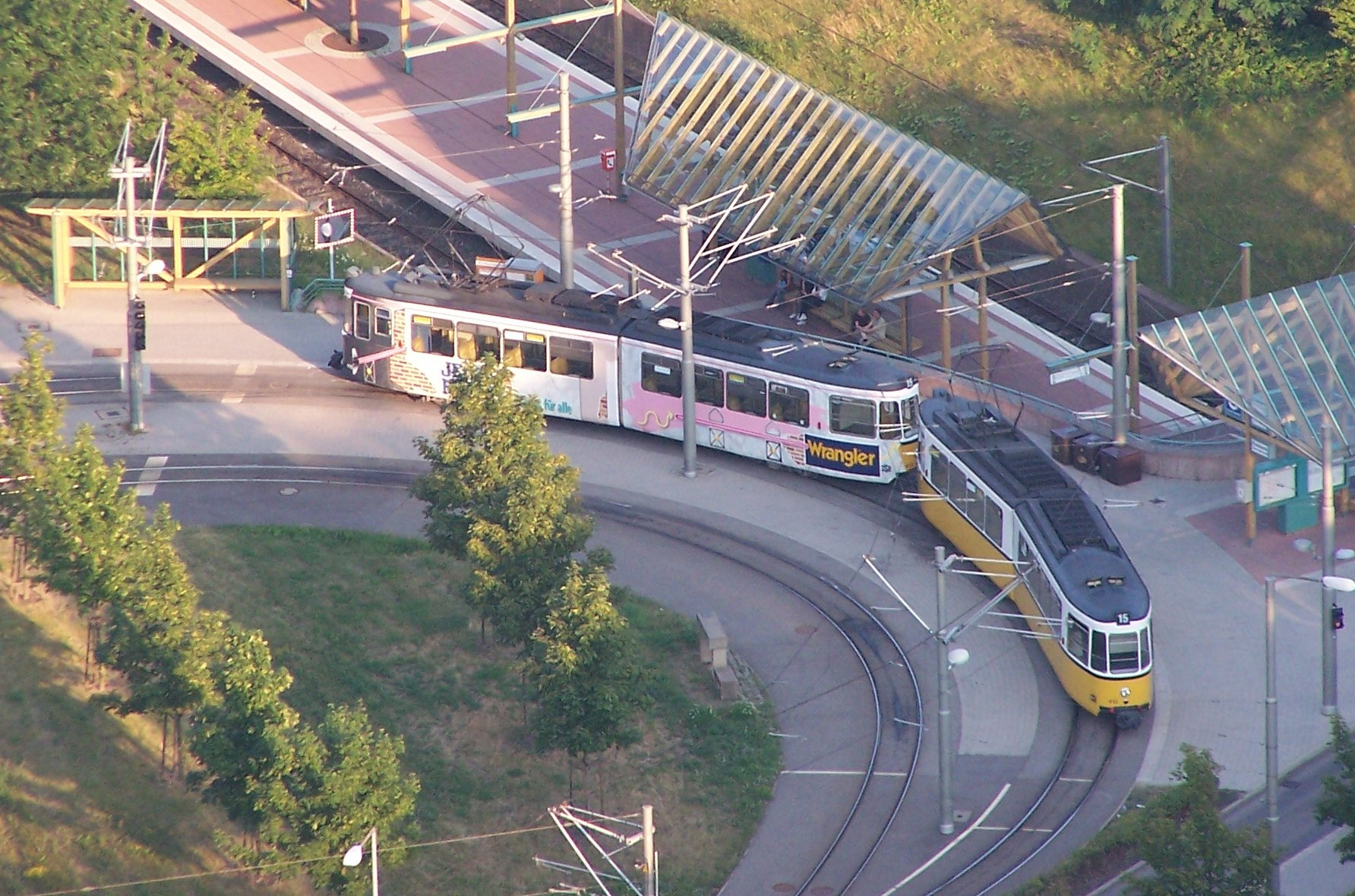
Zug aus zwei vierachsigen Gelenktriebwagen in Stuttgart

### 1970er
Nachdem DUEWAG schon seit 1958 der Düsseldorfer Rheinbahn dreiteilige Gelenkwagen mit vier Drehgestellen (GT8) geliefert hatte, wurden ab etwa 1970 etliche Sechsachser durch Zwischensetzen eines weiteren Segmentes zu Achtachsern mit zwei Jakobsdrehgestellen verlängert. Mancherorts ermöglichte die Verlängerung, alte zweiachsige Beiwagen auszumustern, die bis dahin an die Gelenkwagen angehängt worden waren. In Düsseldorf und Köln fuhren Achtachser mit Großraum-Beiwagen. Die ab 1970 gebauten und etwas modifizierten DUEWAG-Gelenkwagen werden als Typ Mannheim bezeichnet. Für Freiburg wurden ab 1971 die Achtachser des Typs Freiburg gebaut, deren beide innere Drehgestelle ganz unter dem Mittelsegment angeordnet waren. Die „Bremer“ Kurzgelenkwagen wurden vom Unternehmen Wegmann & Co. in Kassel weiterentwickelt; die Steuerung der Knickung im Gelenk erfolgte nun nicht mehr über Gestänge, sondern hydraulisch.
- Dreiteiliger DUEWAG-Zweirichtungsgelenkwagen
- Dreiteiliger DUEWAG-Einrichtungsgelenkwagen mit Großraumbeiwagen

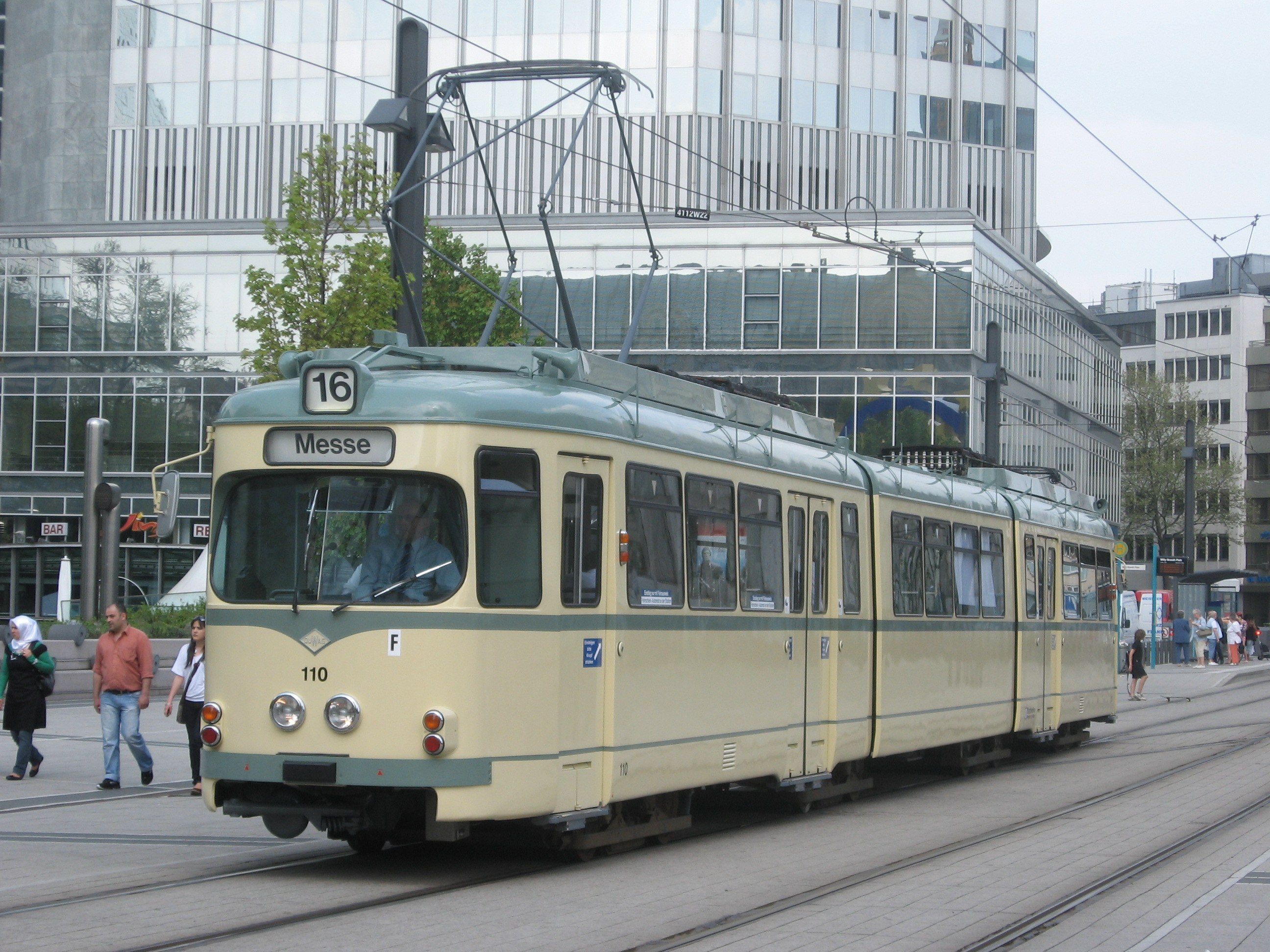
Dreiteiliger DUEWAG-Zweirichtungsgelenkwagen
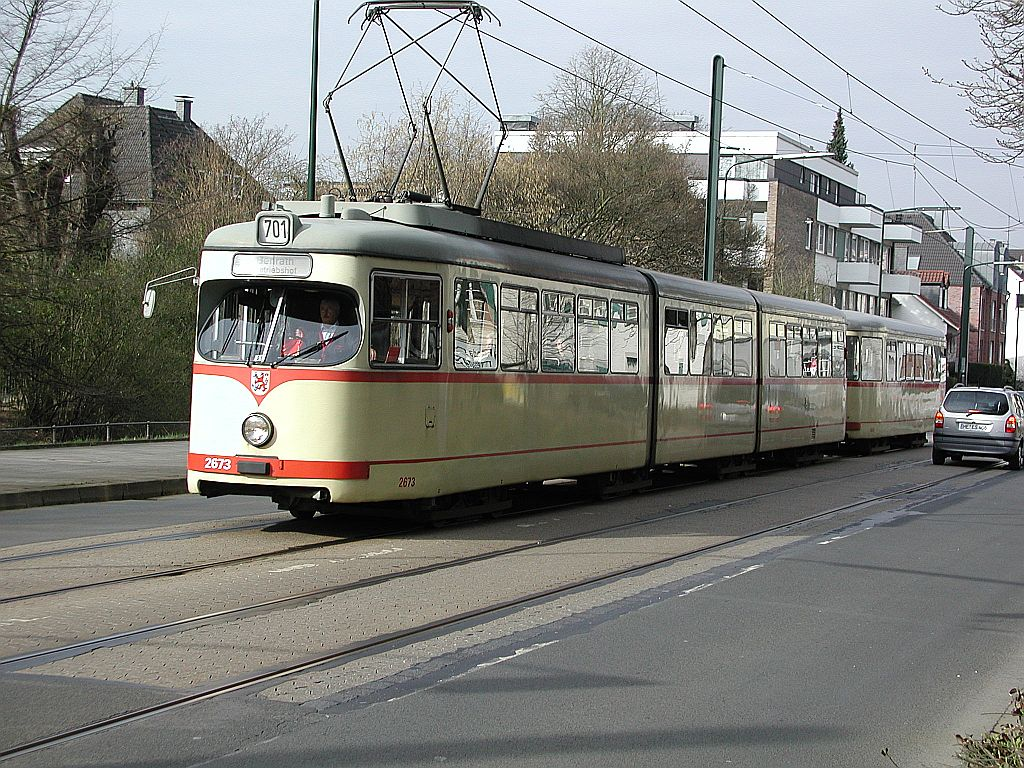
Dreiteiliger DUEWAG-Einrichtungsgelenkwagen mit Großraumbeiwagen
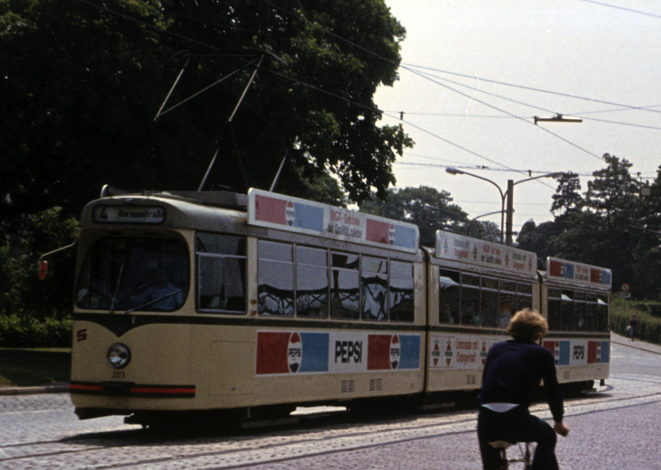
Freiburger Achtachser
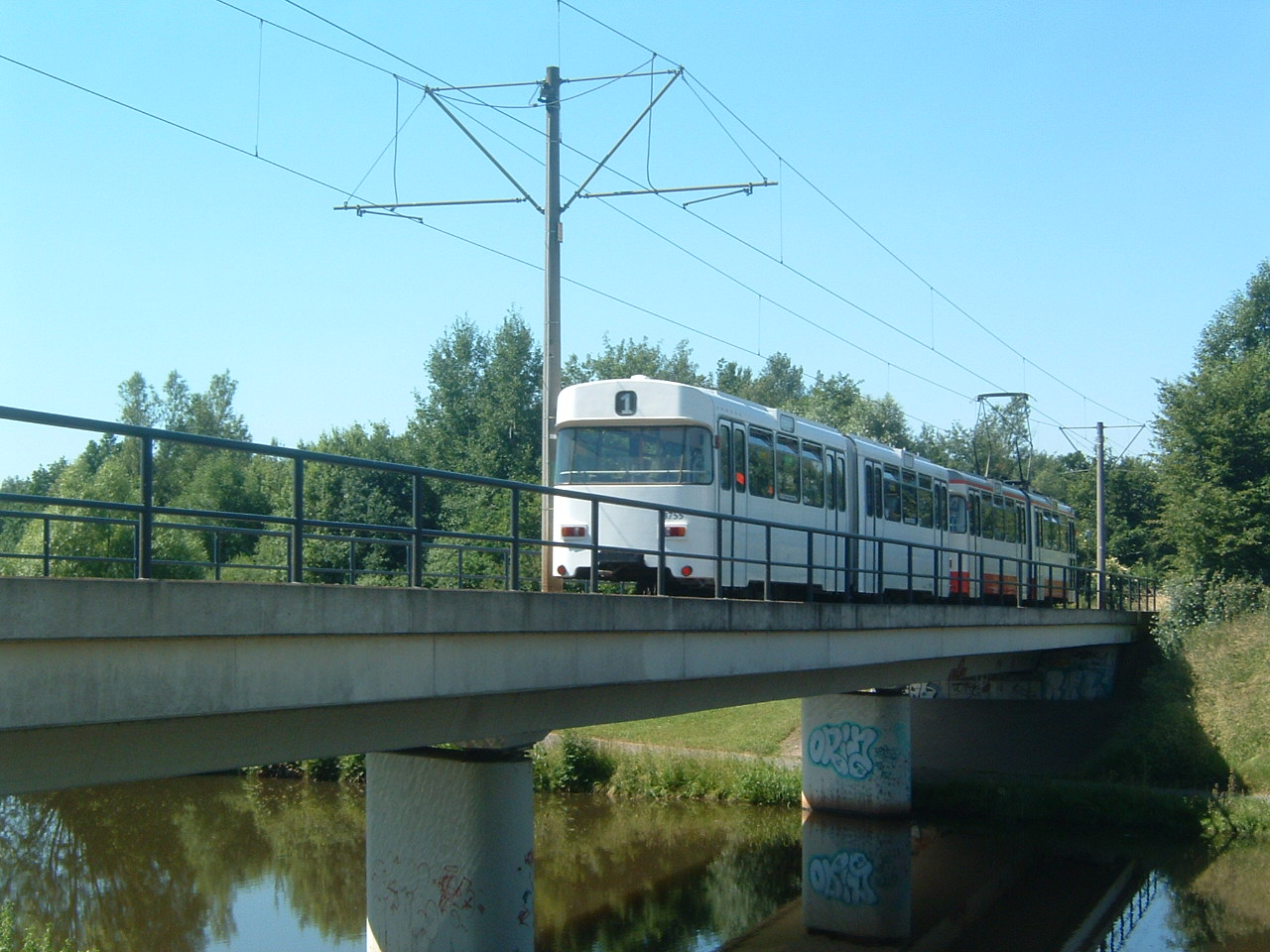
Bremer Wegmann-Zug aus Gelenktrieb- und -beiwagen auf stadtbahnartiger Strecke der BSAG
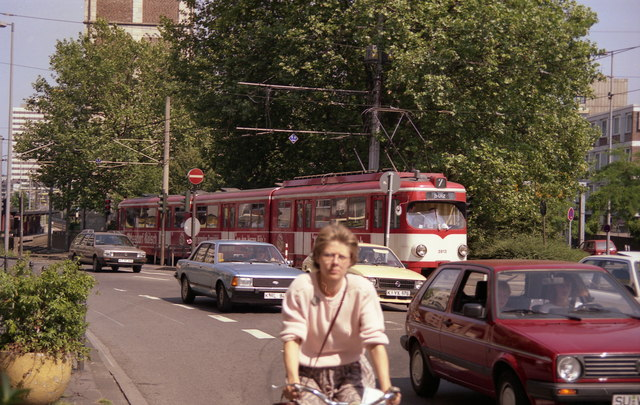
Für Köln gebaute Duewag-Wagen waren bei gleichem Konzept länger und breiter als die für andere Betriebe

- Für Köln gebaute Duewag-Wagen waren bei gleichem Konzept länger und breiter als die für andere Betriebe

### 1980er
Im Bundesgebiet wurden in den 1970er Jahren die ersten Stadtbahnwagen entwickelt. Teils wurden bewährte Straßenbahntypen so verändert, dass sie auch für Hochbahnsteige geeignet waren, teils entstanden völlig neue Typen. Während man für Frankfurt und Hannover lange Gelenkwagen mit straßenbahnmäßiger Kurvengängigkeit baute, wurde bei der Stadtbahn Stuttgart der entgegengesetzte Weg beschritten, obwohl auch mehrere Stuttgarter Linien streckenweise als konventionelle Straßenbahn geführt sind. Die neuen Stuttgarter Doppeltriebwagen bestanden in ihren ersten Versionen für die Fahrgäste aus zwei vierachsigen Einzelwagen ohne Übergang und ihr Drehzapfenabstand ist deutlich größer als bei klassischen Straßenbahn-Großraumwagen.

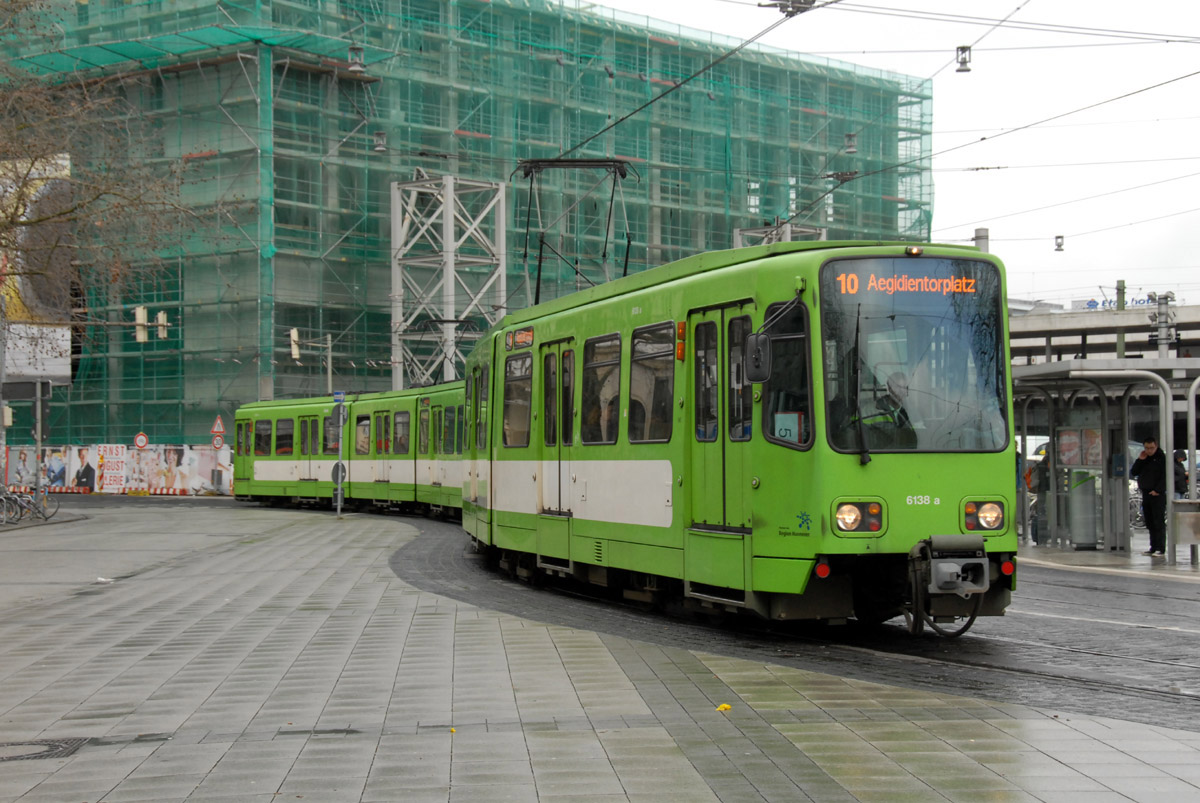
Stadtbahnwagen in Hannover
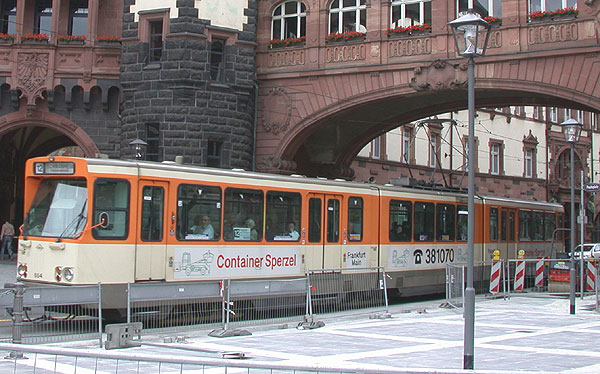
Stadtbahnwagen in Frankfurt am Main
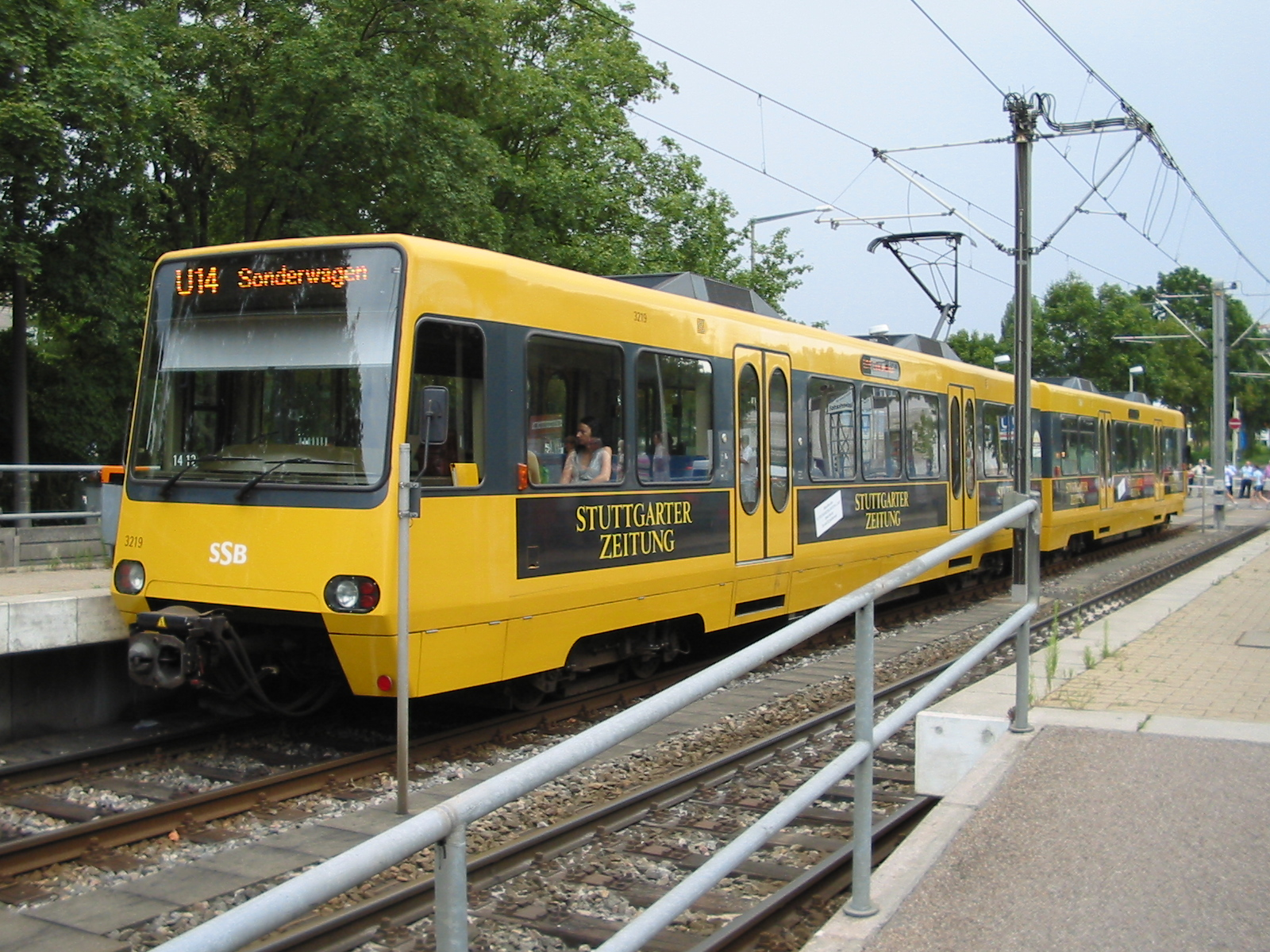
Die Stuttgarter DT8 entstanden in Kooperation von DUEWAG, AEG, Siemens und der österreichischen SGP.

## Entwicklung in der DDR

### 1950er und 1960er
In der DDR baute der VEB Waggonbau Gotha weiterhin überwiegend Zweiachser und daraus abgeleitete vierachsige Gelenkwagen mit schwebendem Mittelteil, einer Bauweise, die in westlichen Ländern selten verwandt wurde. Die Personalsituation in den Nahverkehrsbetrieben führte in der ersten Hälfte der 1960er Jahre zur nahezu flächendeckenden Einführung des schaffnerlosen Betriebes. Dafür mussten die Wagen umgebaut werden, sie erhielten eine optische und akustische Abfahrsignalisierung, Magnetschienen- und Abreißbremsen sowie Notsignaltasten und für den Betrieb dieser Einrichtungen eine Kleinspannungsanlage. Zusätzlich führten viele Betriebe die Einheitsstraßenbahnkupplung, eine modifizierte Scharfenbergkupplung, die mit einem Kontaktaufsatz für das selbsttätige Mitkuppeln von elektrischen Verbindungen zwischen den Wagen ausgerüstet werden kann, ein. Damit konnten die bis dahin erforderlichen Leitungsverbindungen zwischen den Wagen eines Zuges entfallen. Die Gelenkwagen wurden auch nach der Einführung des schaffnerlosen Betriebes weitergebaut. Die Produktion einheitlicher Wagen für alle Straßenbahnbetriebe der DDR übernahm der VEB Waggonbau Gotha 1952 von der Waggonfabrik Werdau, wo 1950 der LOWA ET50 entwickelt worden war, der in Gotha bis 1956 gebaut wurde, zuletzt gering verändert als ET54. Etwa ab 1960 wurden in Gotha nur noch Einrichtungswagen gefertigt. Viele Betriebe bauten auch ihre Bestandsfahrzeuge in den eigenen Werkstätten in Einrichtungswagen um. Zeitgemäße Großraum-Drehgestellwagen entstanden jedoch nur in geringen Stückzahlen, sie wurden an die Straßenbahnbetriebe in Berlin, Dresden und Magdeburg geliefert.

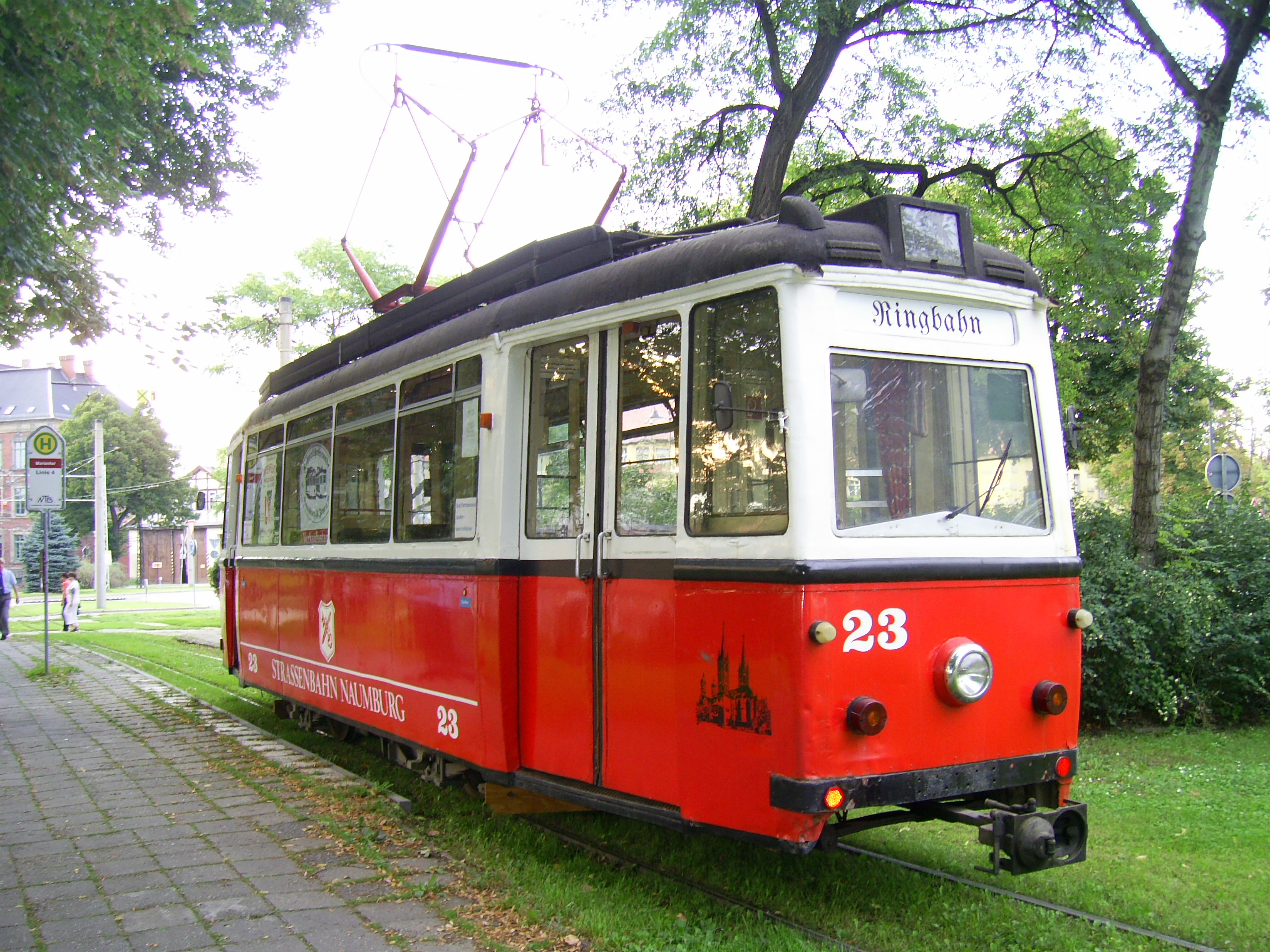
LOWA ET50 der Straßenbahn Naumburg
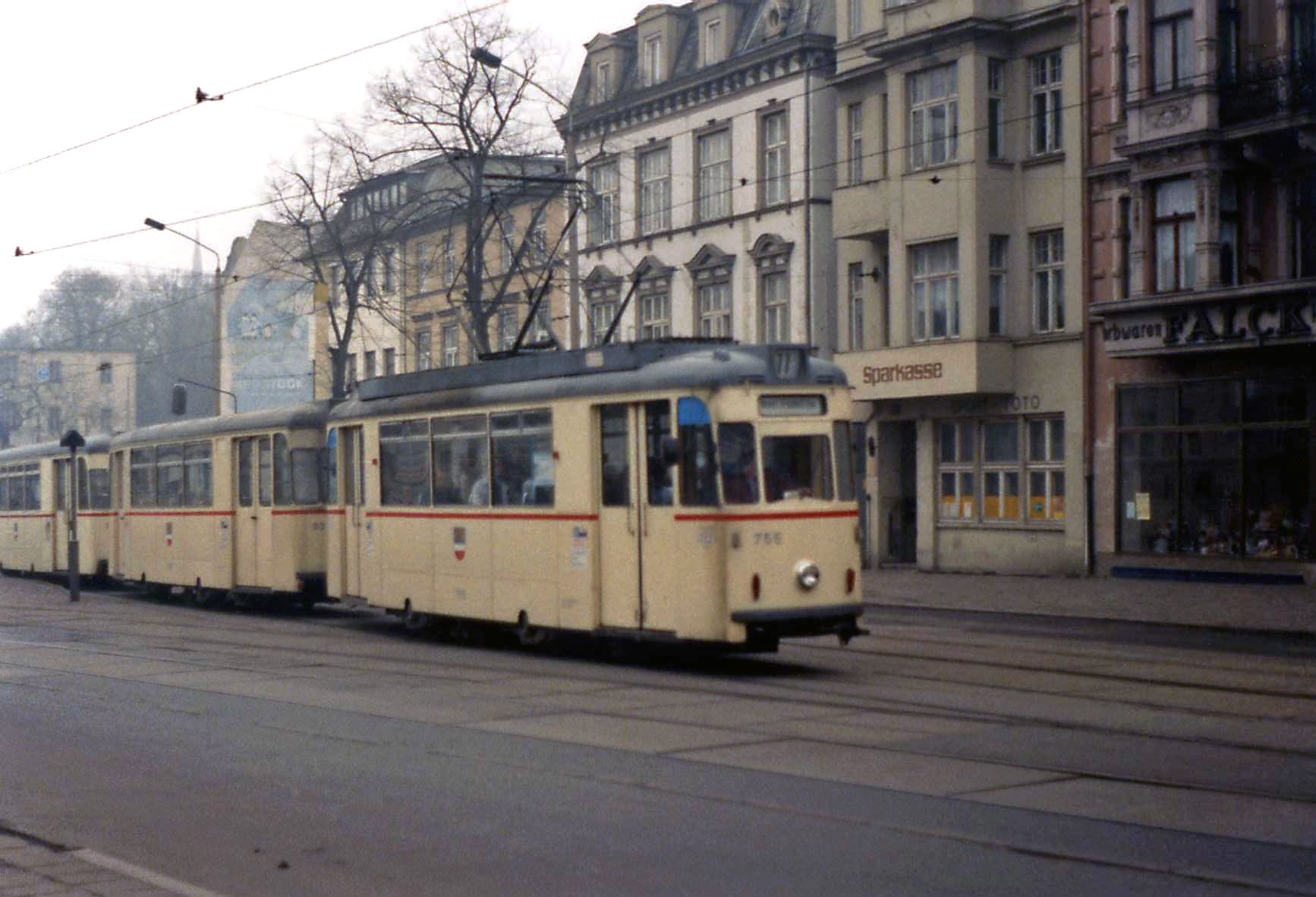
Dreiwagenzug aus Gothaer Zweiachsern
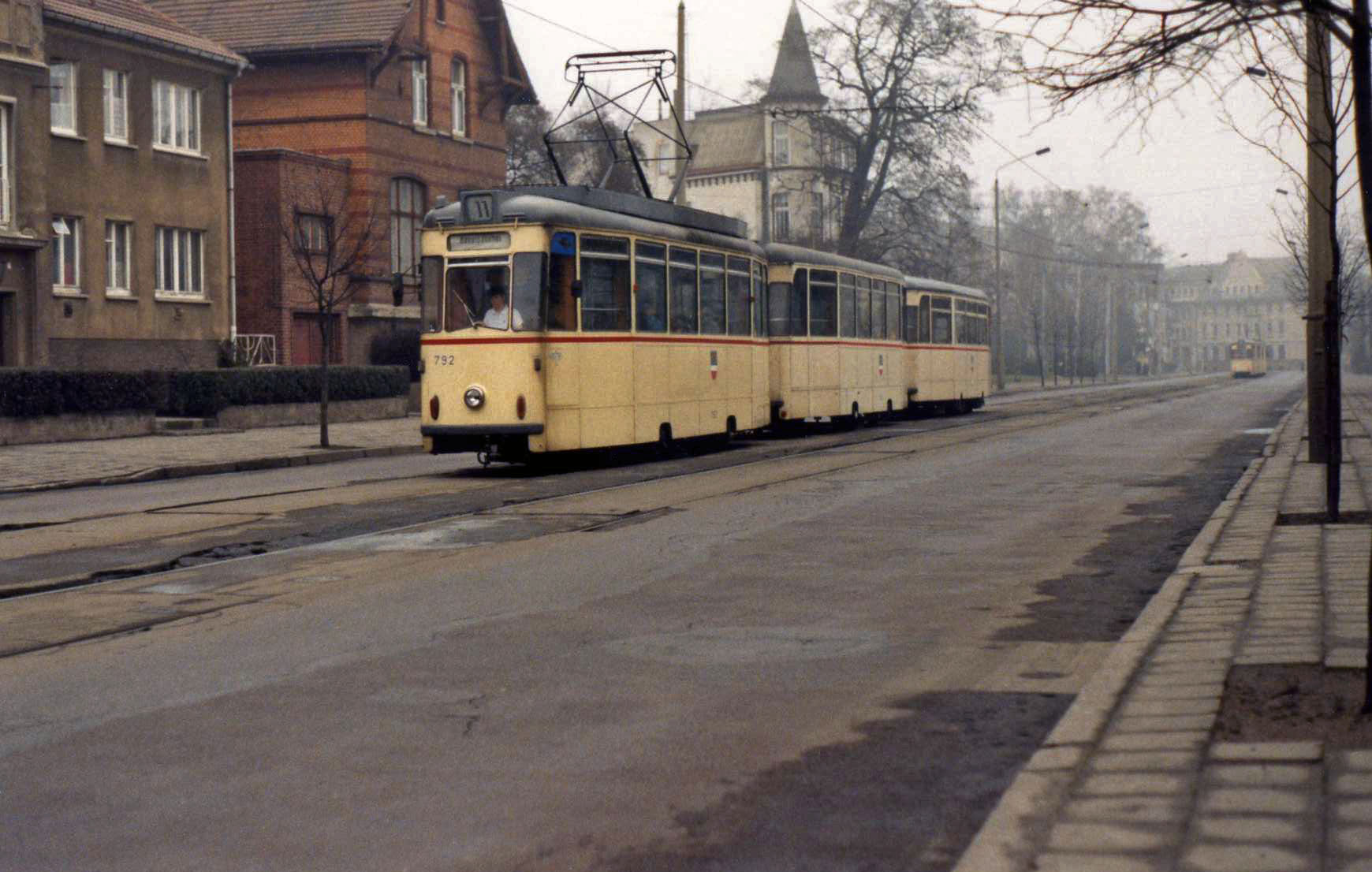
Rekowagen der 1960er unterschieden sich im Design kaum von Neubauten derselben Zeit
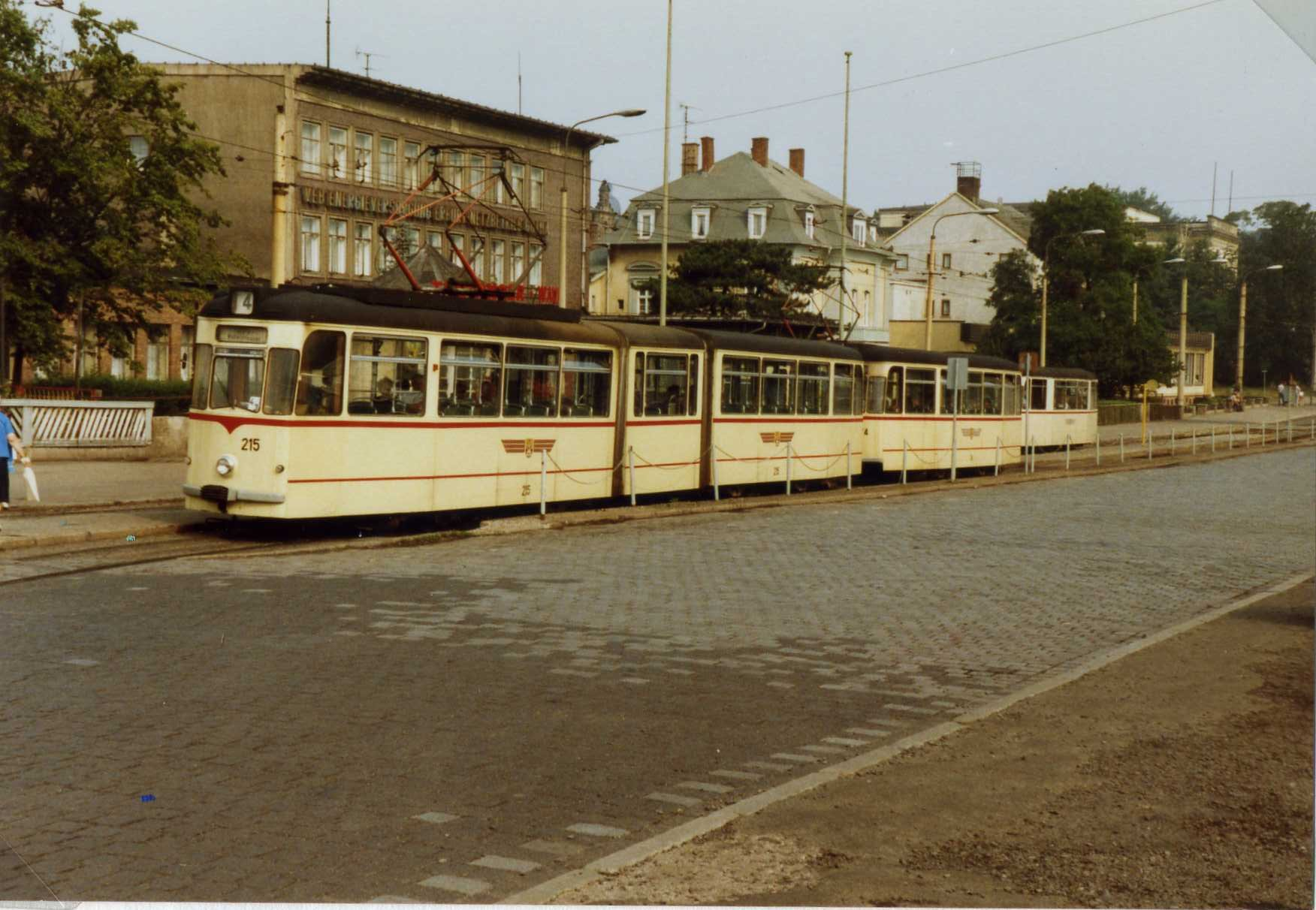
Gothaer Gelenkwagen mit zweiachsigem Beiwagen
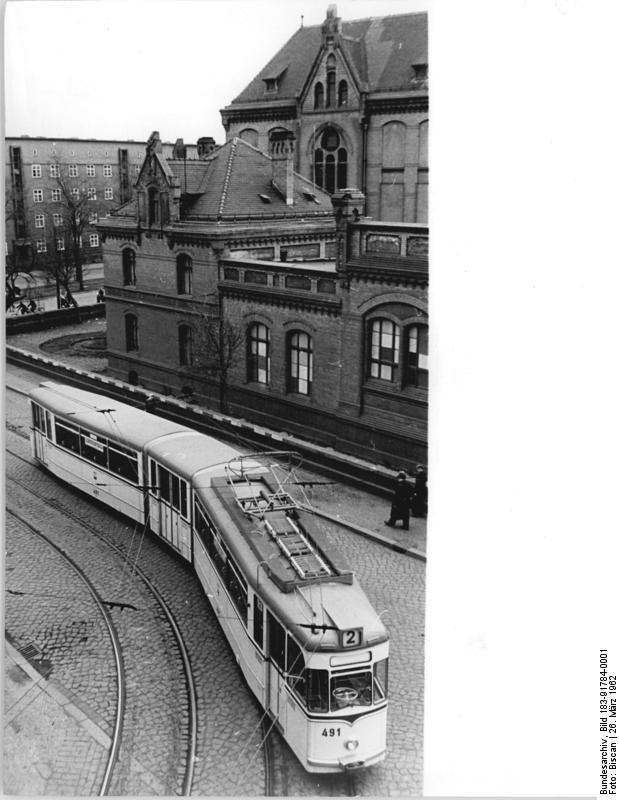
Gothaer Gelenkwagen
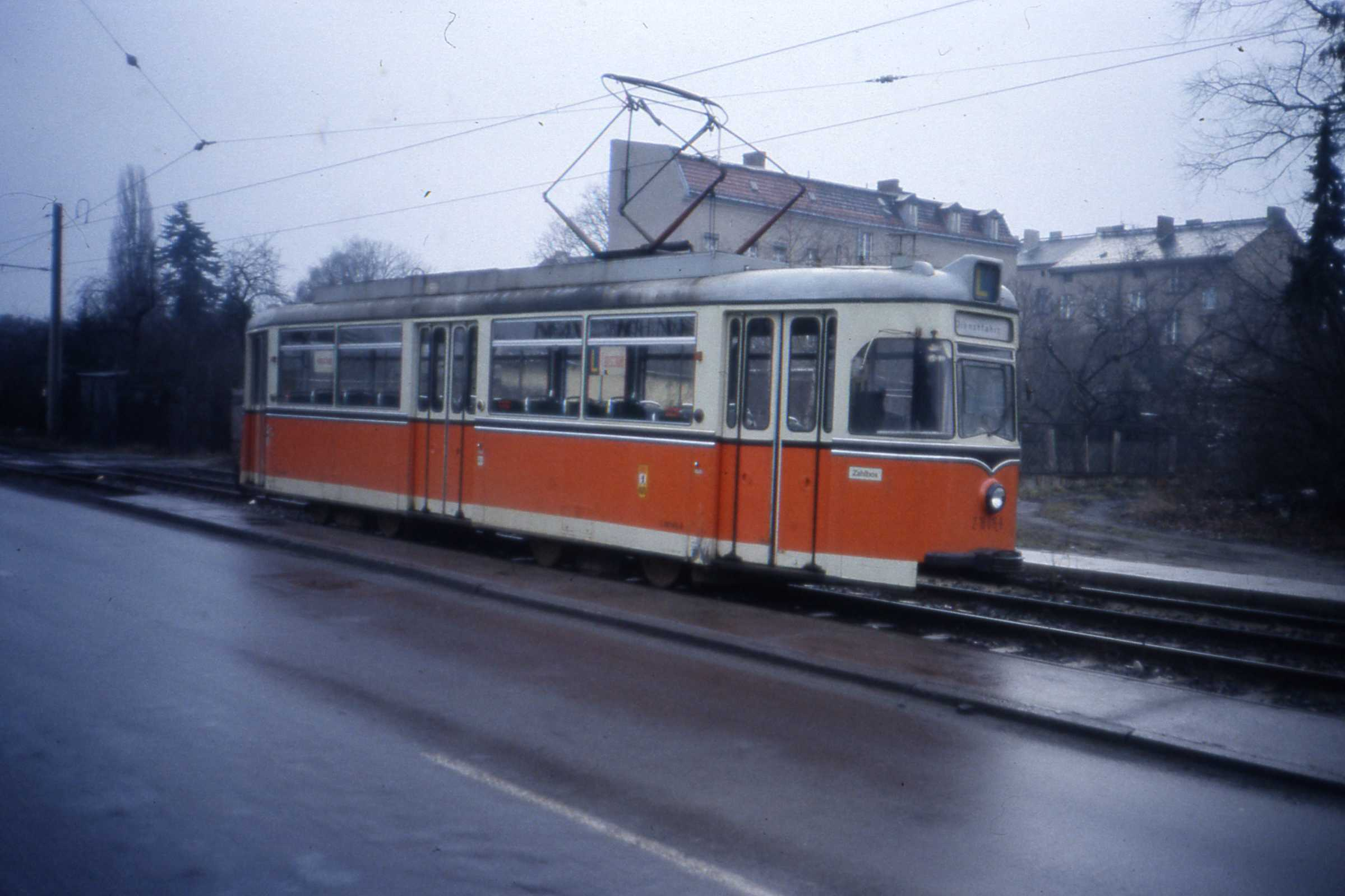
vierachsige Großraumwagen.

### 1970er und 1980er
In einigen Großstädten der DDR wurden ab 1967 vierachsige Großraumwagen des tschechoslowakischen Herstellers ČKD Tatra eingesetzt. In diesem Zusammenhang wurden die Gothaer Großraumwagen aus Dresden und Magdeburg zur Typenbereinigung nach Berlin abgegeben. In den 1980er Jahren wurde der Fuhrpark großer wie auch vieler kleinerer Straßenbahnbetriebe der DDR durch neue Tatra-Kurzgelenkwagen KT4D mit zwei Drehgestellen (technisch dem „Bremer“ Typ vergleichbar) modernisiert. Gegen Ende der 1980er Jahre erschienen mit den ersten Tatra T6A2 Großraumwagen mit Wagenkästen nach dem Vorbild der KT4D und einer zeitgemäßen Steuerung. LOWA ET50, verbrauchte Gotha- und die letzten Vorkriegswagen wurden dafür ausgemustert.

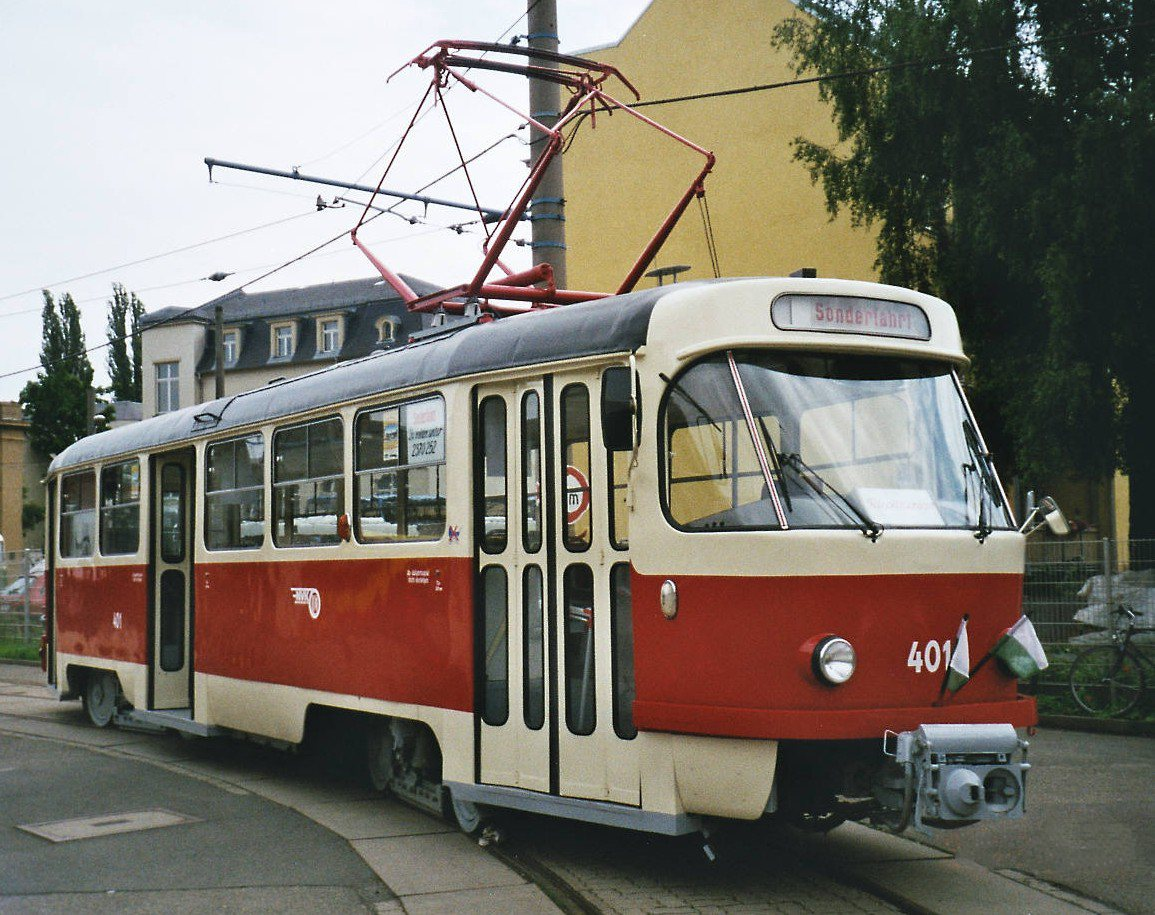
Tatra T3 in Chemnitz, Lieferzustand
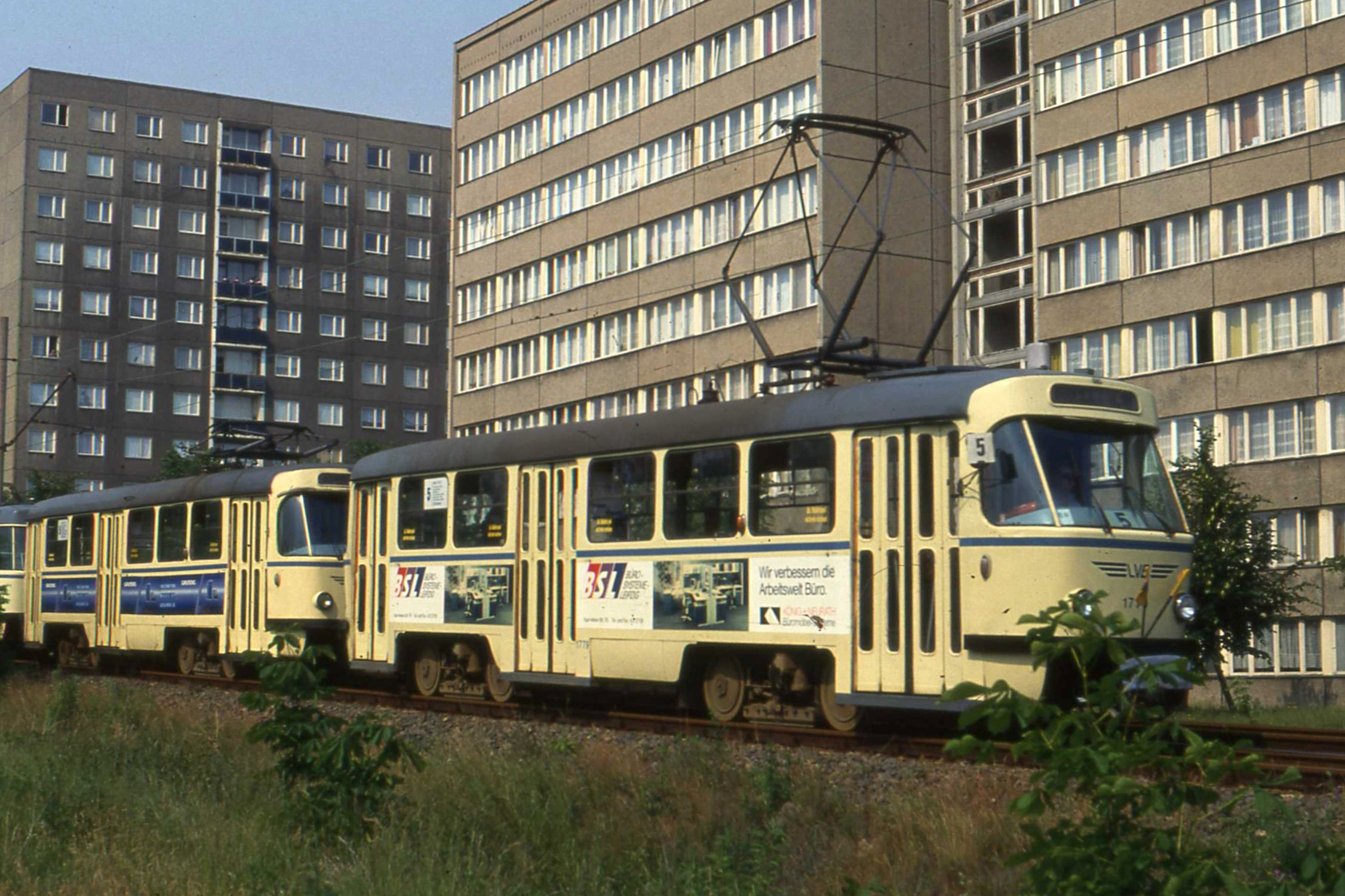
Leipzig: Dreiwagenzug („Großzug“) aus Tatra-Großraumwagen in Doppeltraktion
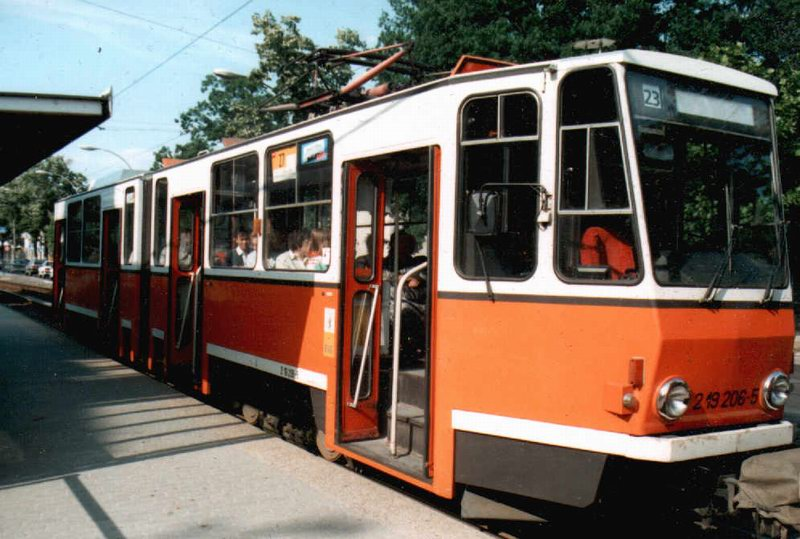
Tatra KT4, im 1986 eingeführten „Hauptstadtanstrich“
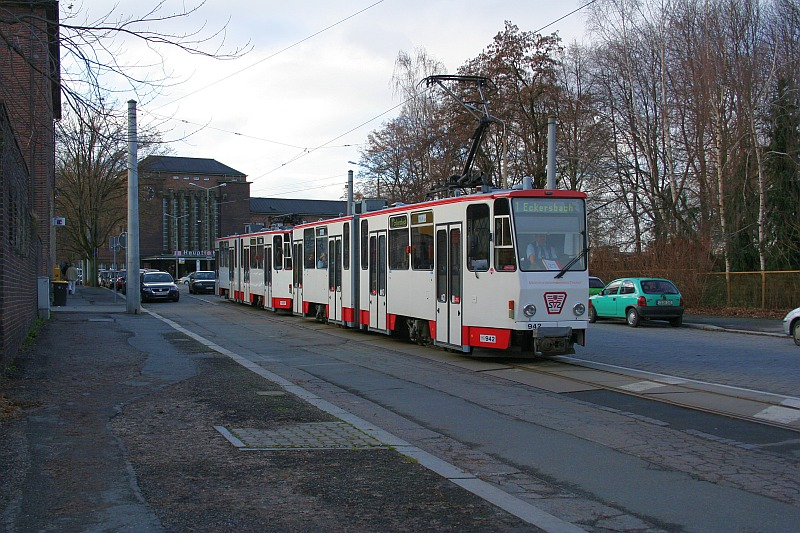
Tatra KT4 in Doppeltraktion
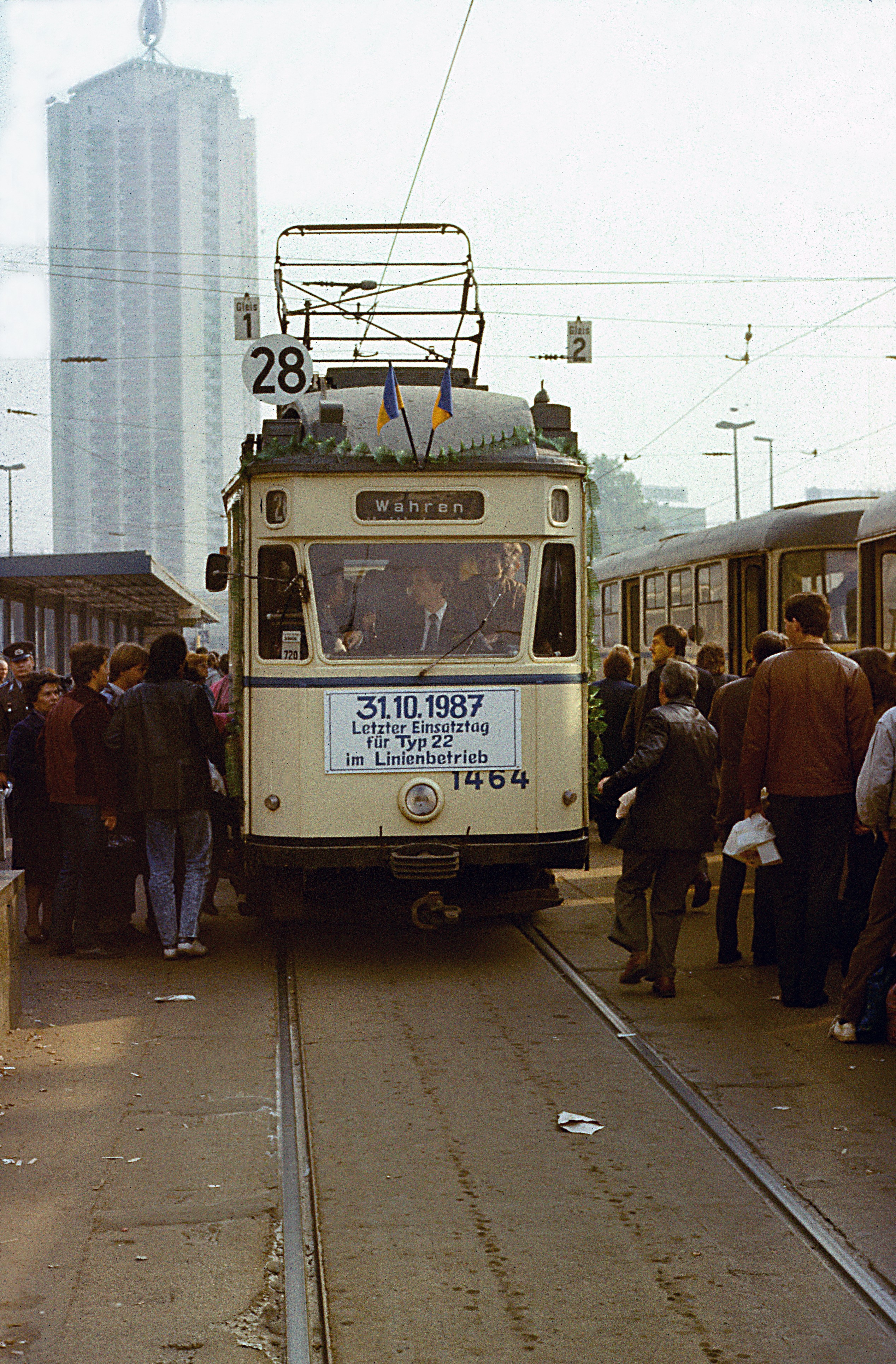
Leipzig, letzter Einsatztag des Typs 22 im Linienbetrieb, 30. Oktober 1987

## 1990er Jahre
In den 1990er Jahren wurden mit Hochdruck Niederflurzüge entwickelt. Teilweise machten sich erhebliche „Kinderkrankheiten“ bemerkbar, nachdem schon große Stückzahlen im Einsatz waren. Auch mancher ältere Gelenkwagen wurden nach 1990 mit einem Niederflursegment nachgebessert. Um Probleme mit der Niederflurtechnik zu vermeiden, gibt es auch Neukonstruktionen, die nicht vollständig niederflurig sind, so bei dem für Köln entwickelten seit 1995 produzierten Typ Flexity Swift, dessen Laufwerksanordnung mit zwei Losradsätzen unter einem kurzen Mittelsegment aus einem konventionellen Gelenkwagentyp der Straßenbahn Zürich weiterentwickelt ist, dessen Mittelsegment allerdings eine Außentür hat. Die Leipziger Verkehrsbetriebe vermieden die Beschaffung von steifachsigen Multigelenkwagen, die Mittelteile der vom Typ MGT6D abgeleiteten Gelenkwagen NGT8, LVB-Typ 36, laufen statt auf Losradsätzen auf Kleinraddrehgestellen. Ein Vorreiter in der Entwicklung der Regiotram (s. u.) war und ist Karlsruhe.

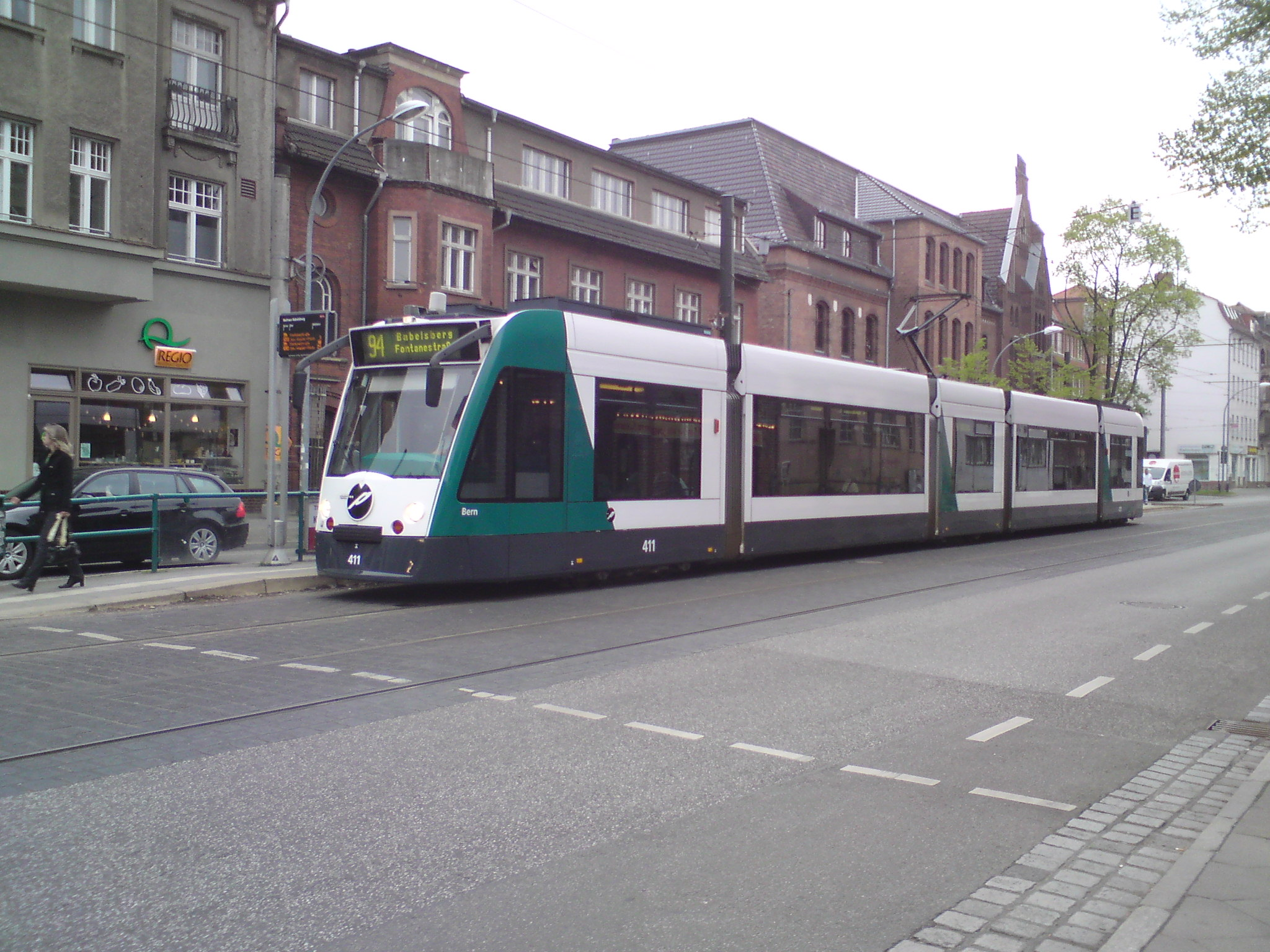
Siemens Combino: kurze Kästen auf festen Losradlaufgestellen, lange Segmente eingehängt
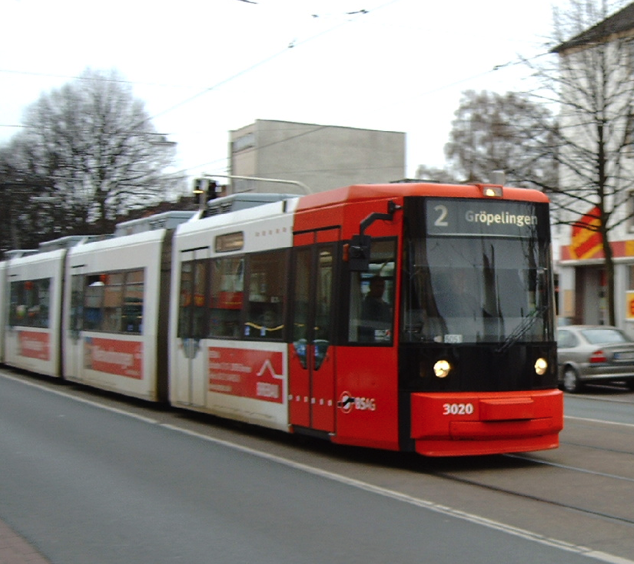
Adtranz-Niederflurwagen mit je einem Drehgestell unter der Mitte jedes Segments: Dieses „Bremer“ Prinzip bewirkt bei den kleinen Niederflur-Laufrädern dieser Wagen einen extremen Verschleiß der Radreifen.
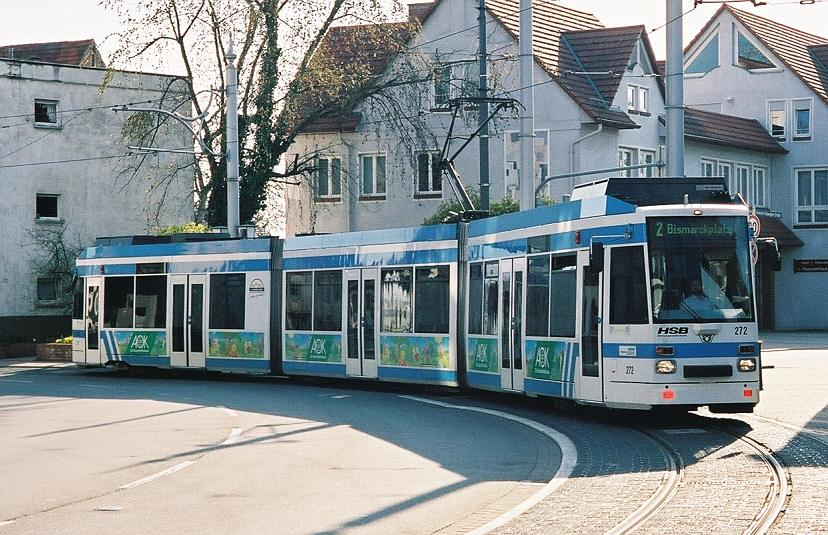
DUEWAG-Niederflurwagen in Heidelberg: Drehgestelle an den Wagenenden, Mittelteil auf Einzelrad-Einzelfahrwerken, die mancherorts Probleme bereitet haben
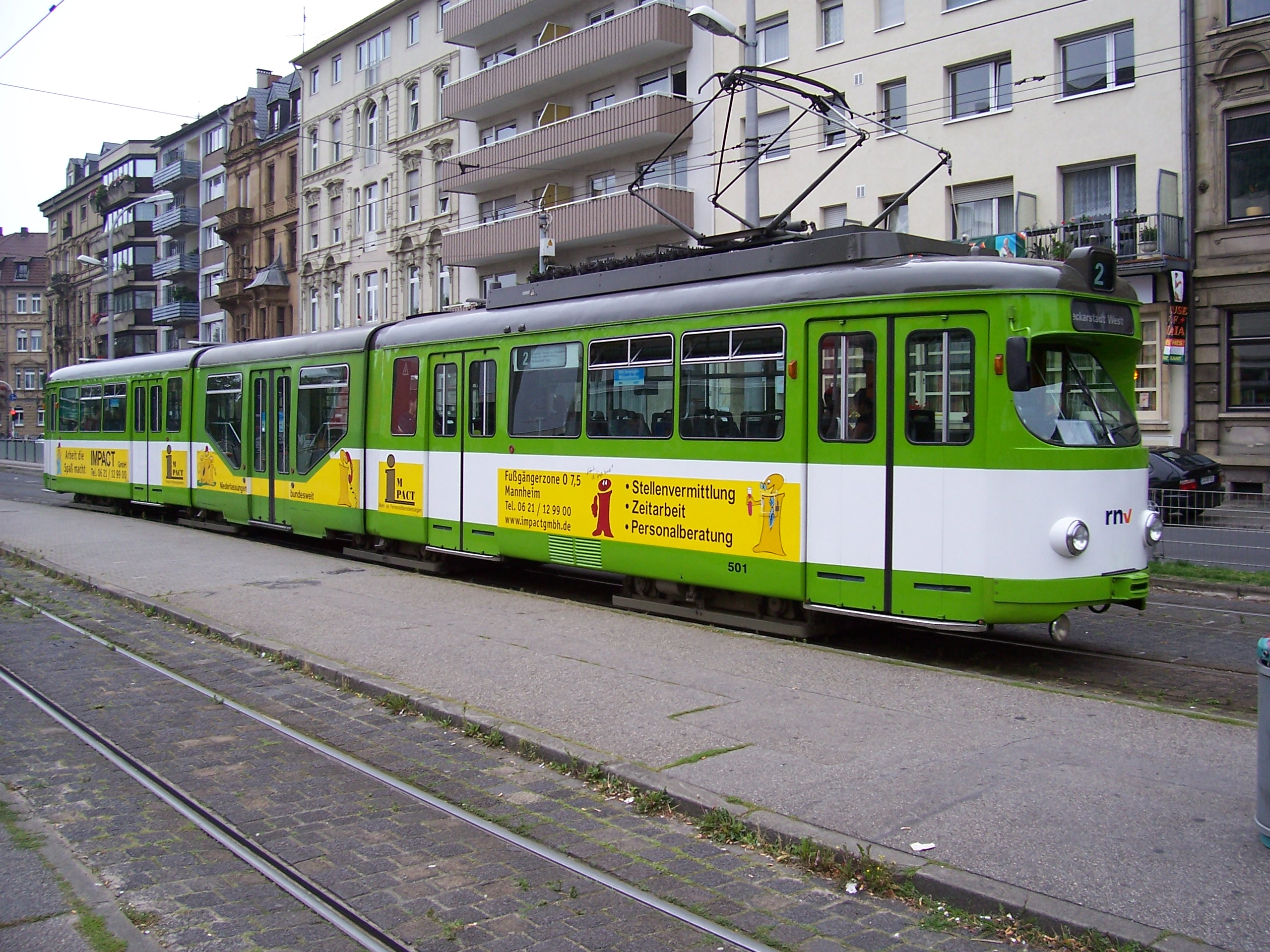
Gelenkwagen älteren Typs mit nachträglich eingefügtem Niederflurteil in Mannheim
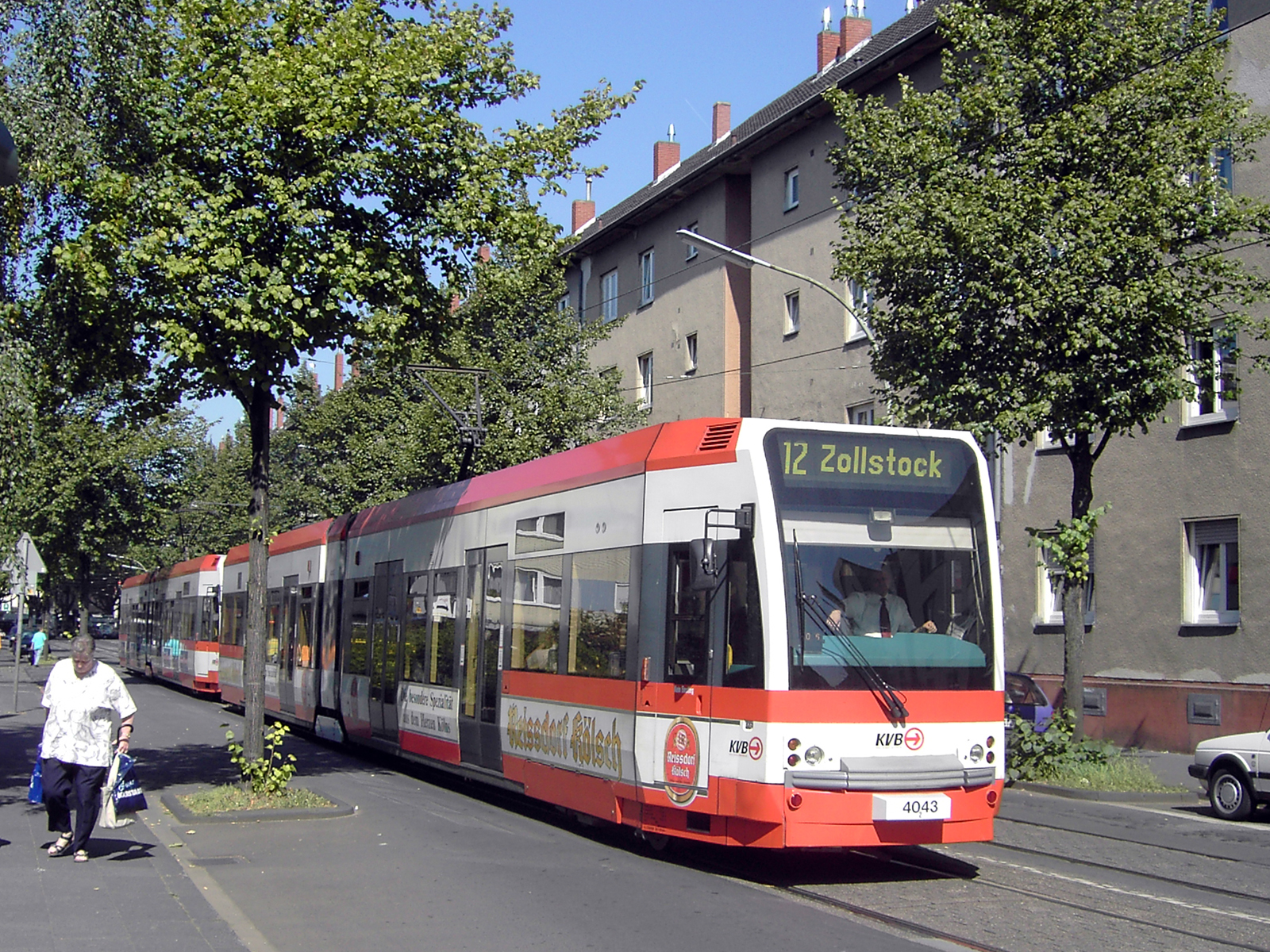
Flexity Swift K4000 in Köln mit zwei Triebdrehgestellen an den Wagenenden, das kurze Mittelteil läuft auf zwei Losradsätzen
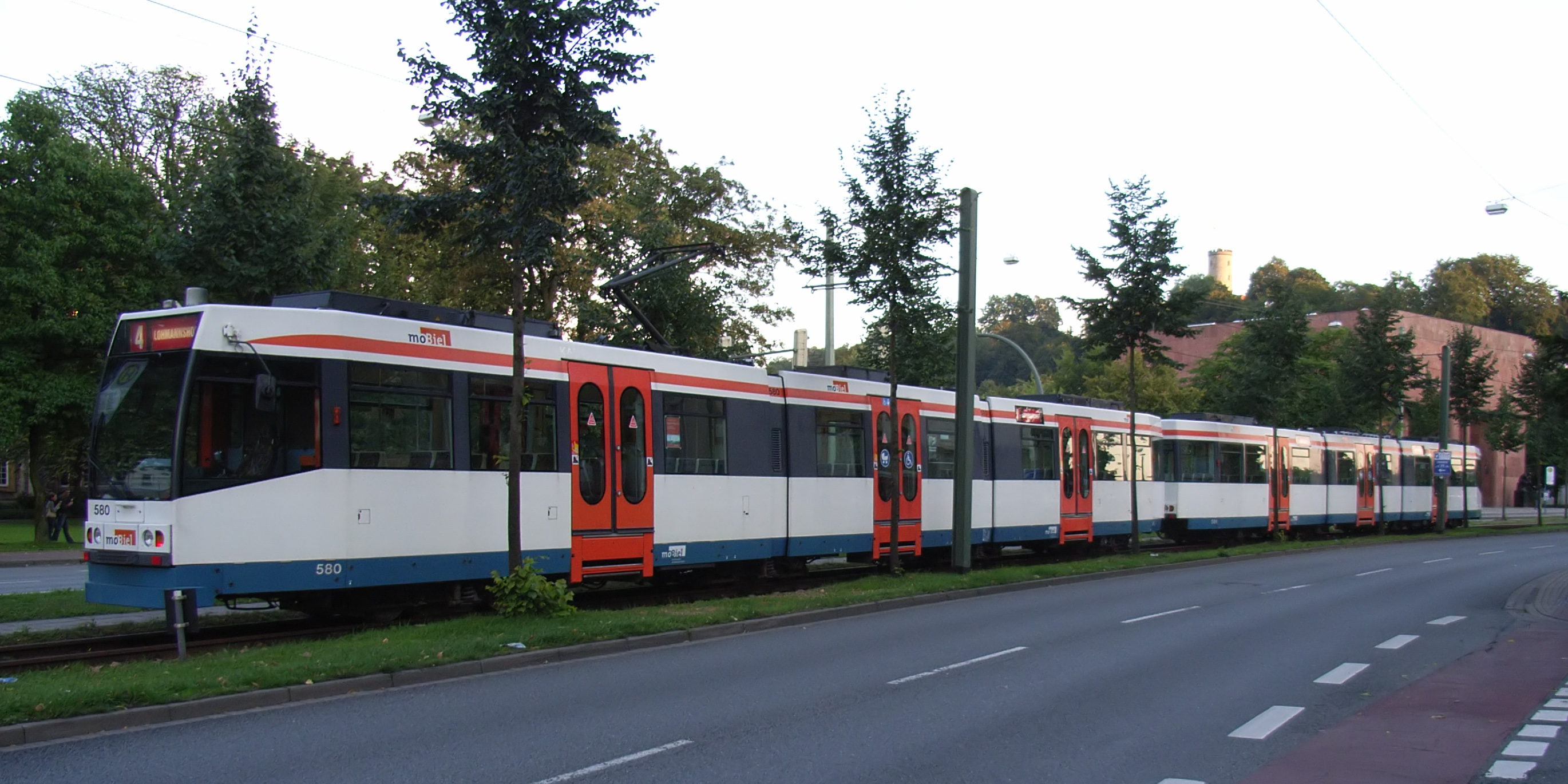
Keinen Anteil an der Niederflurentwicklung hat bisher Bielefeld. Teile aller moBiel-Linien bilden seit 1991 Deutschlands einzige meterspurige Stadtbahn und auch oberirdisch hat man möglichst Hochbahnsteige. Zug der Reihe M8D (1994–1998)
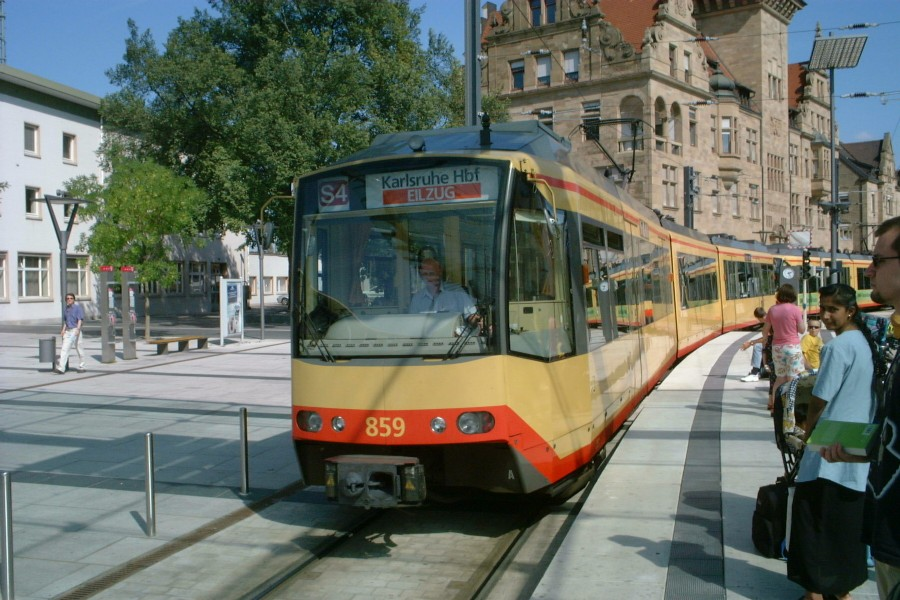
1992 begann Karlsruhe mit dem Einsatz von Zweisystemzügen, die in den Städten und auf eigenen Strecken mit Gleichstrom betrieben werden, im Fernbahnnetz mit Wechselstrom.
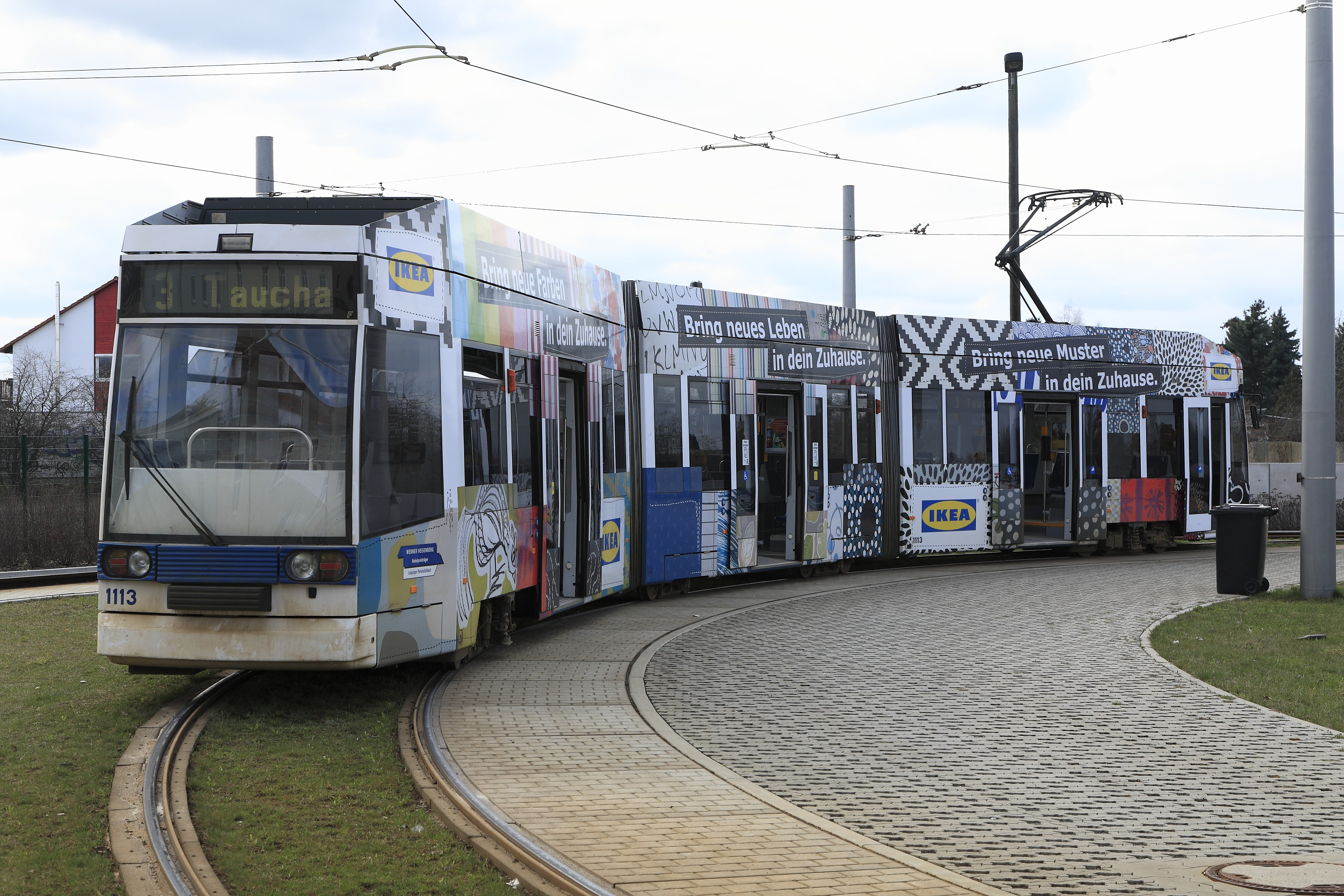
LVB-Typ 36 mit Kleinraddrehgestellen unter dem Mittelteil

## Ab etwa 2000
Seit 2000 gelingt es zunehmend, die Kinderkrankheiten der Niederflurtechnik zu beheben. Der Marktführer Bombardier produziert seit 1999 achtachsige Dreiteiler mit echten Drehgestellen statt der Sechsachser mit Einzelachsen. Als Nachfolger der Adtranz-Gelenkwagen entwickelte er den Typ Flexity Berlin. Besonders lange Niederflur-Gelenkzüge entstanden für die Dresdener und Leipziger Verkehrsbetriebe. In einer Zeit, in der einerseits Niederflurtechnik schon beinahe Standard ist, andererseits die Züge als RegioTrams auch Eisenbahnstrecken befahren, müssen Straßenbahnfahrzeuge (zunehmend Stadtbahn-Fahrzeuge genannt) geradezu gegensätzliche Anforderungen erfüllen.

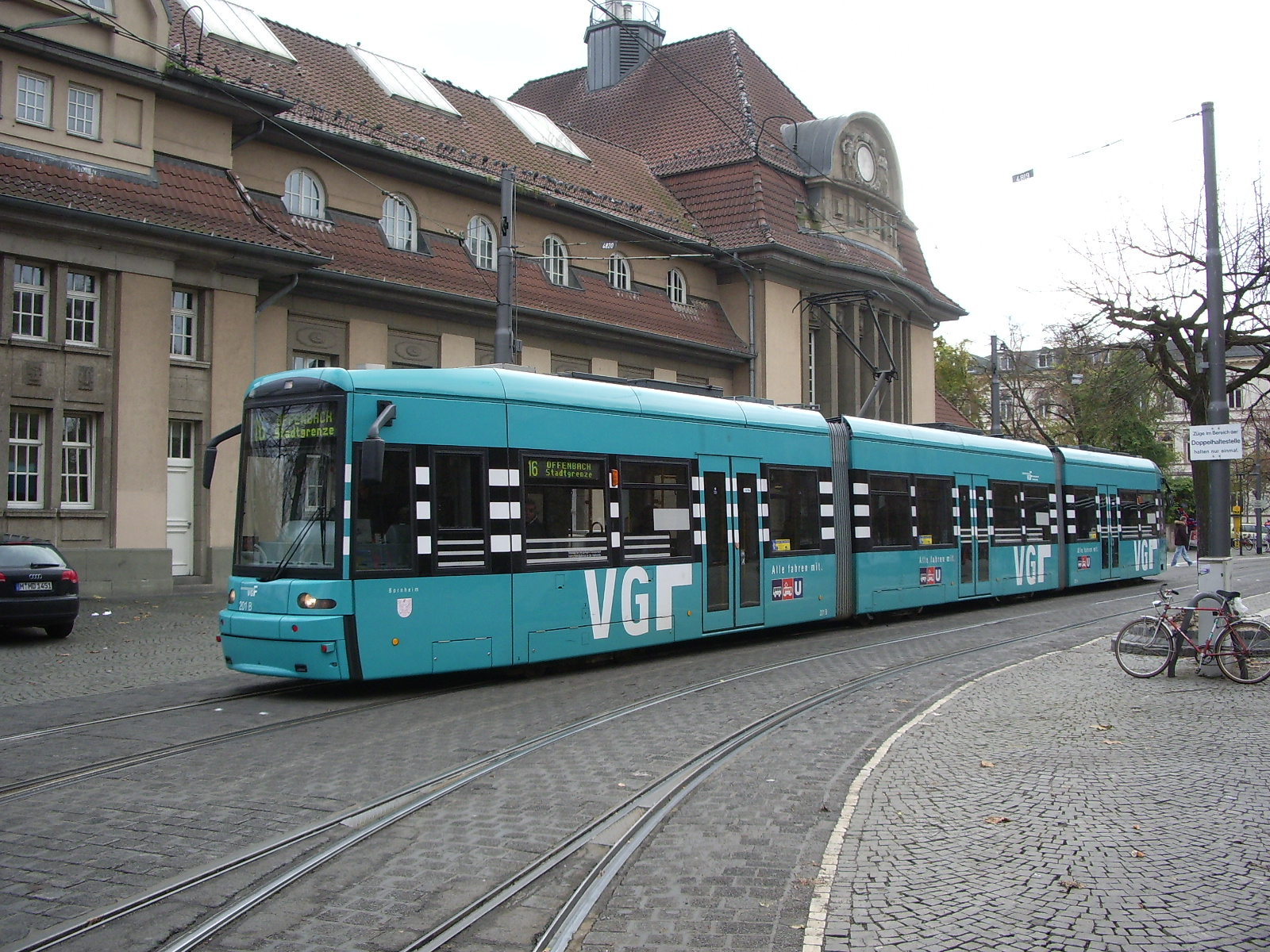
Flexity Classic achtachsig mit „Freiburger“ Drehgestellanordnung, Mittelteil auf Losraddrehgestellen.
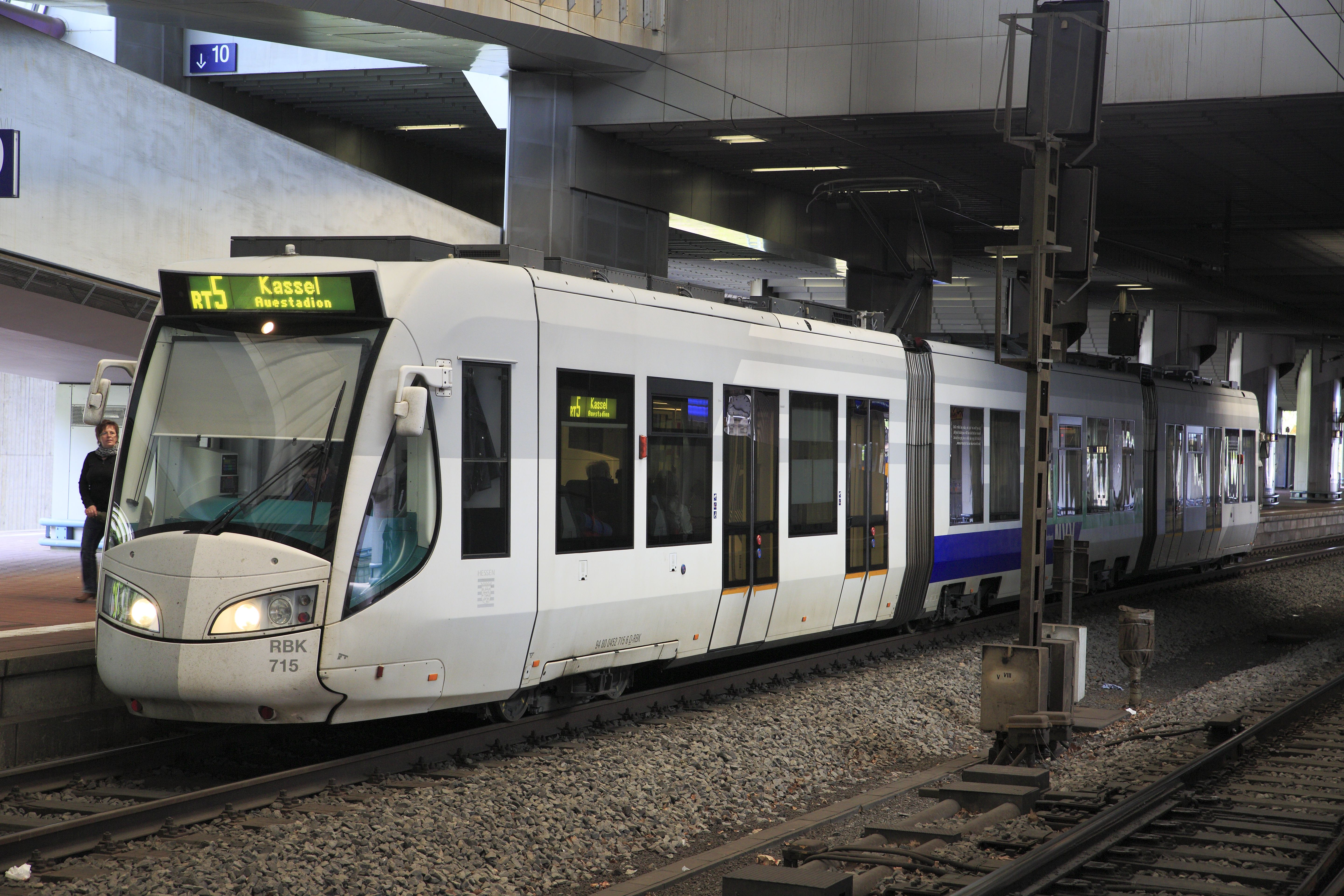
Regiotram-Triebwagen in Kassel-Wilhelmshöhe
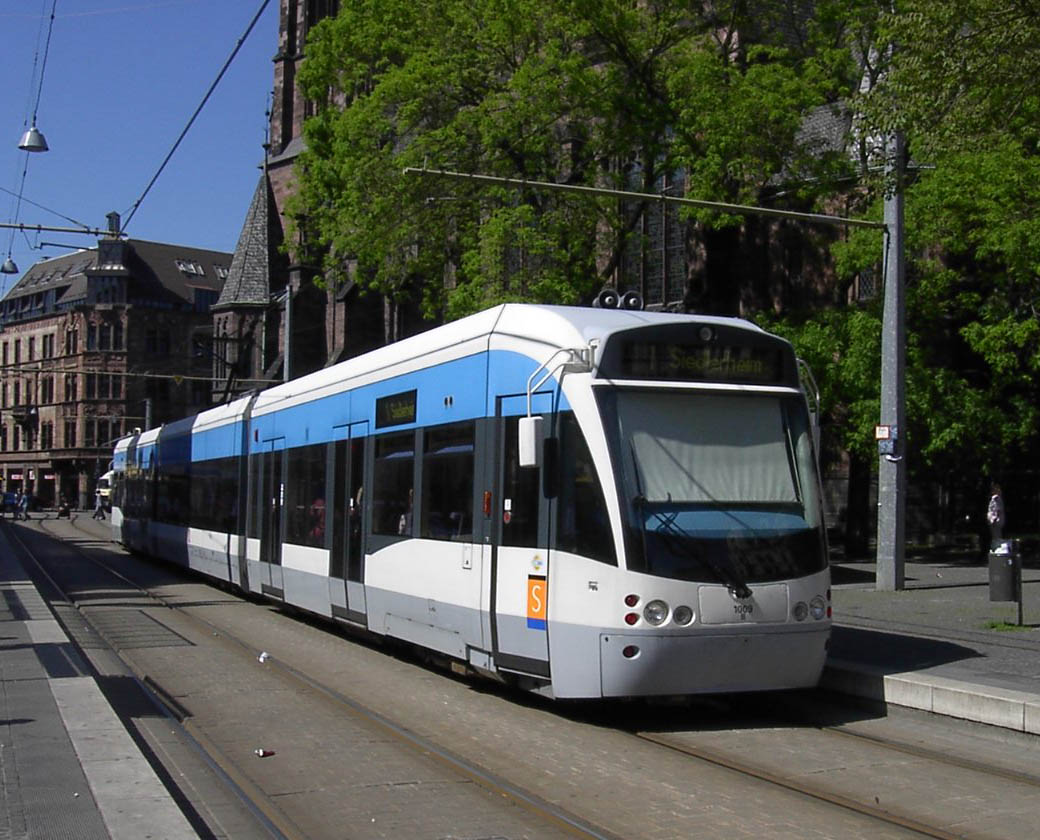
1997 wurde die Saarbrücker Straßenbahn als RegioTram unter dem Namen Saarbahn wiederbelebt.
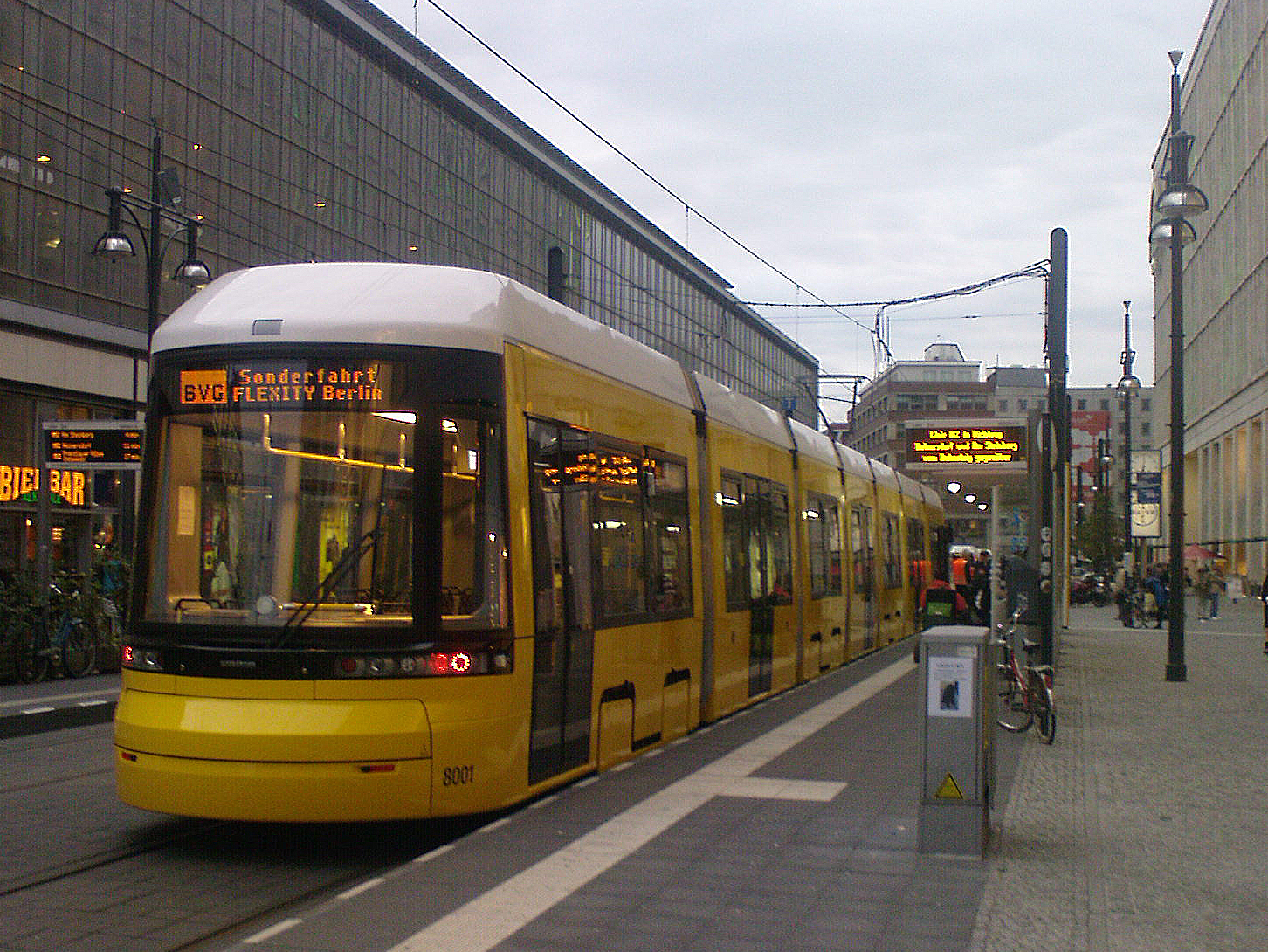
Typ Flexity Berlin
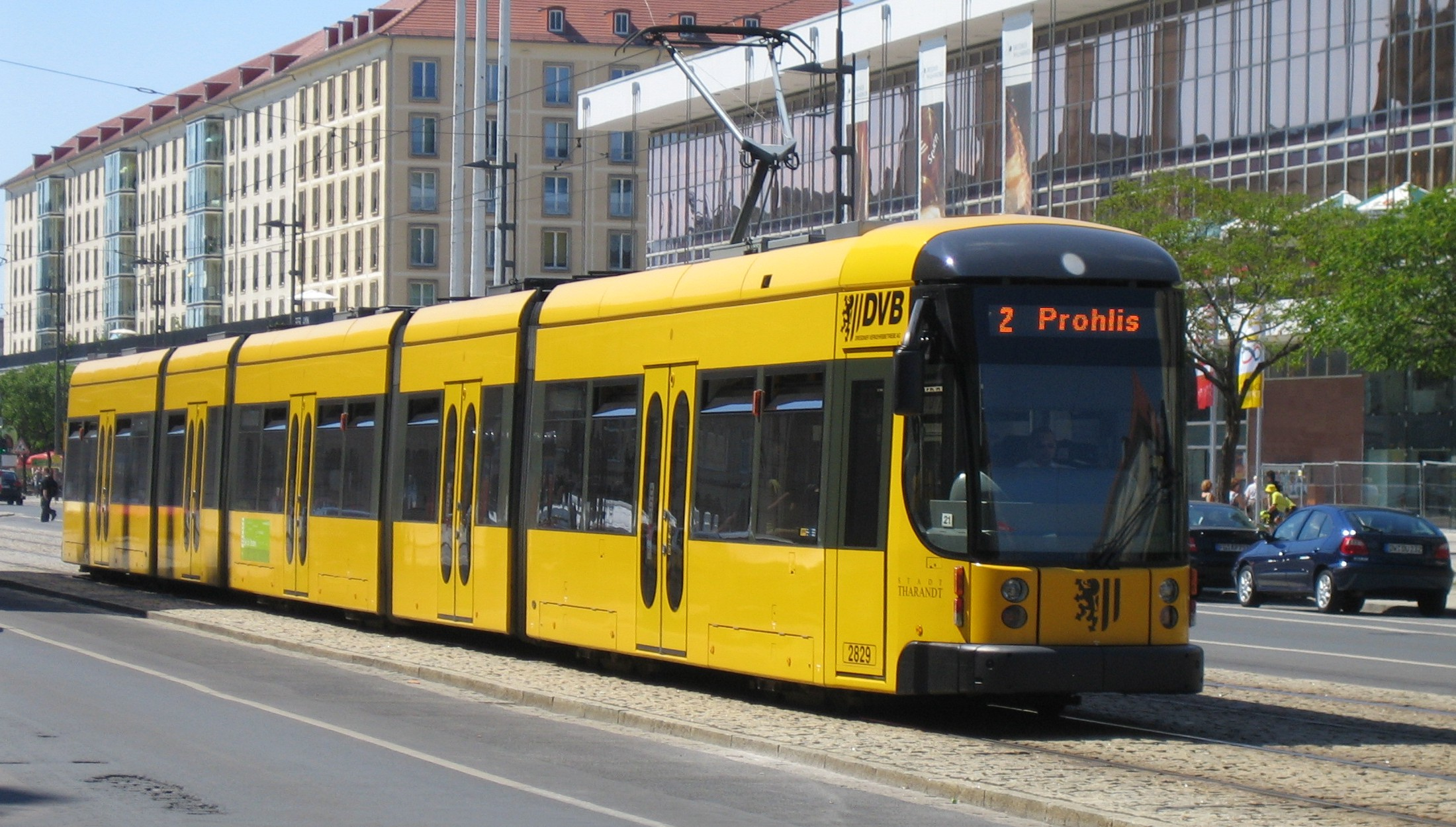
Besonders lang: in Bautzen gebauter zwölfachsiger NGTD12 in Dresden aus drei vierachsigen und zwei schwebenden Segmenten.
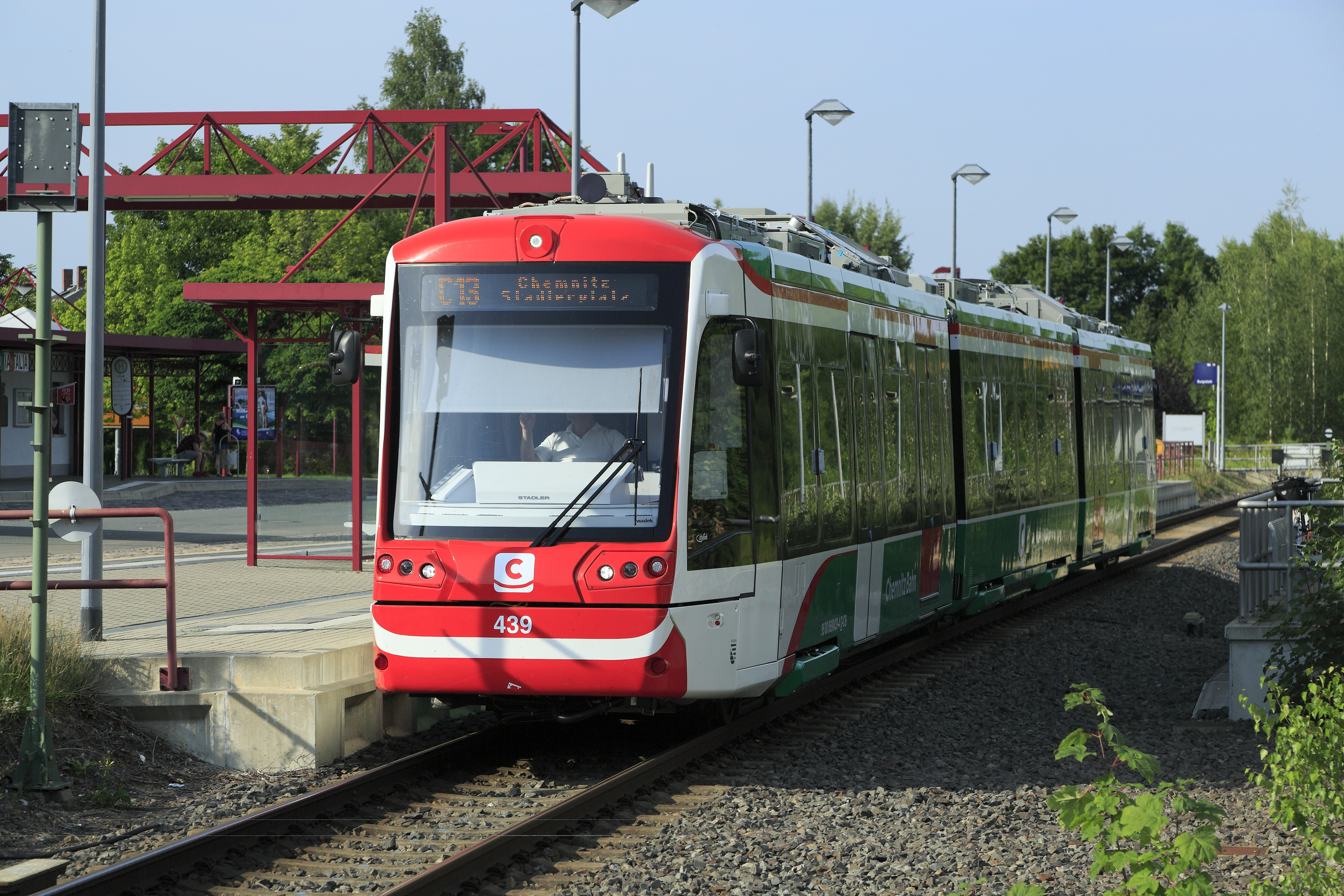
Zweikraftwagen 690 439 der Chemnitzbahn im Bahnhof Burgstädt

## Innenräume

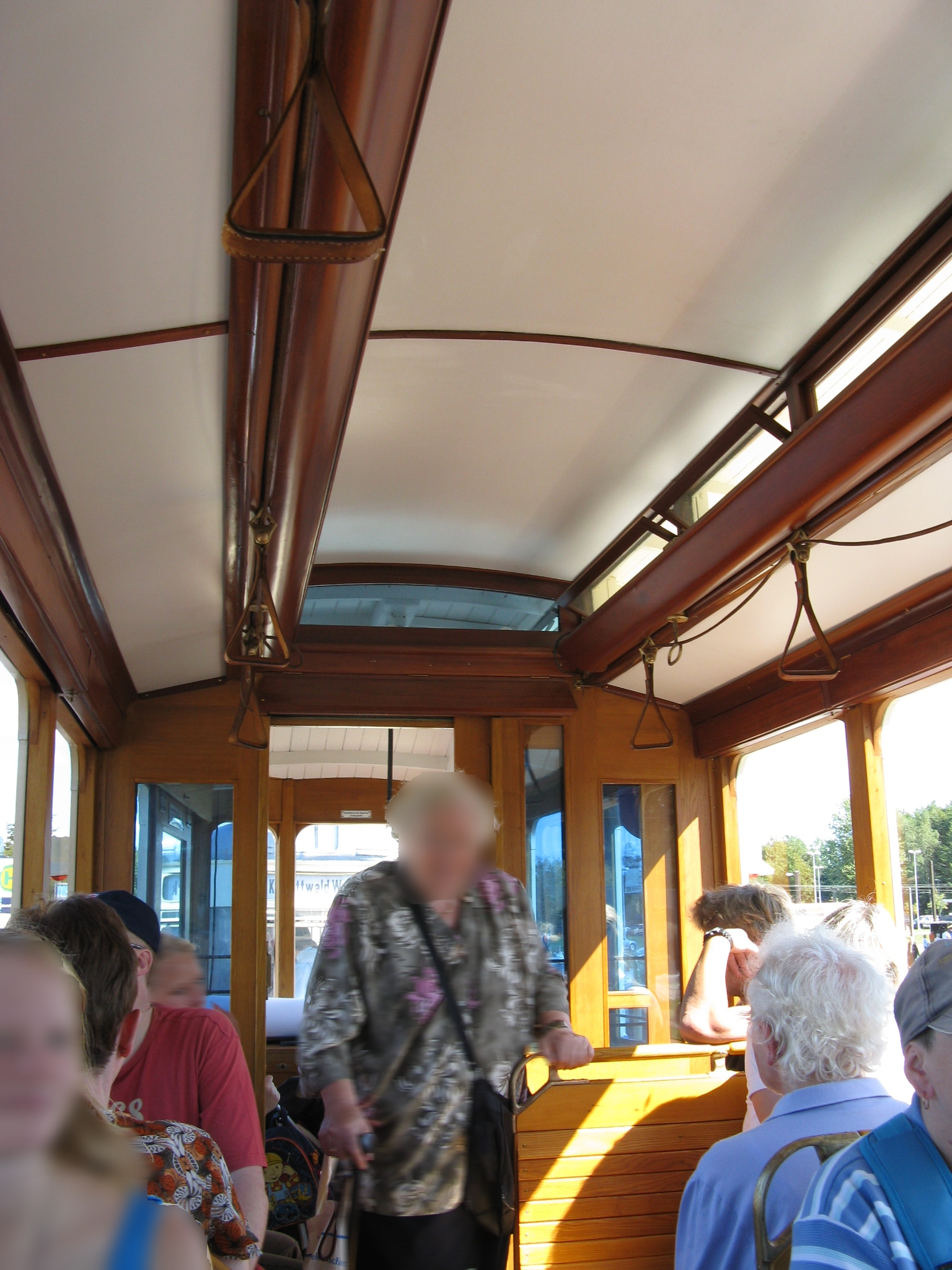
Innenraum einer Straßenbahn aus den 1920er-Jahren mit Klingelschnur und abgeteilten Plattformen.
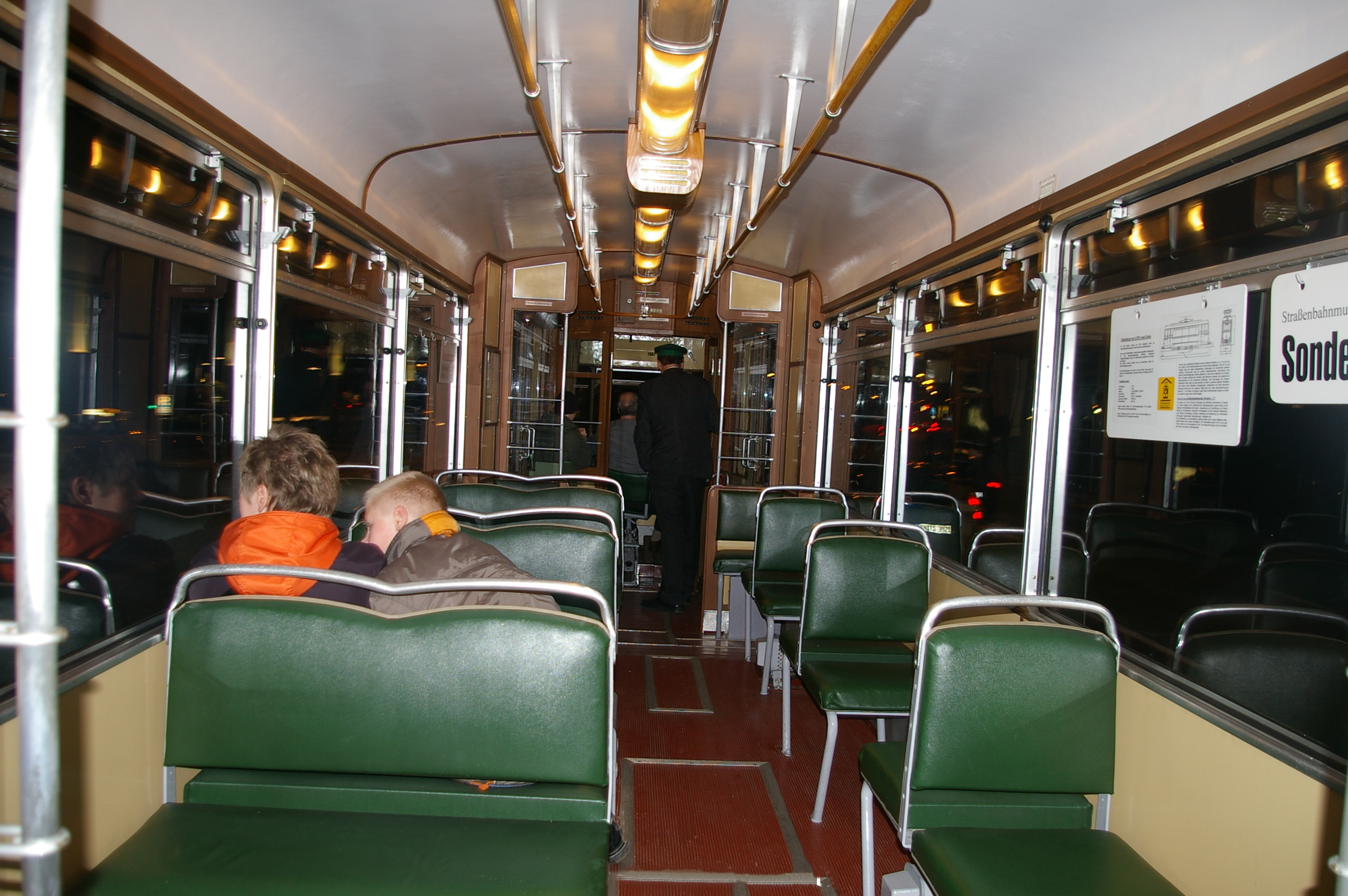
Innenraum eines Gothawagens (Bauweise ab 1957)
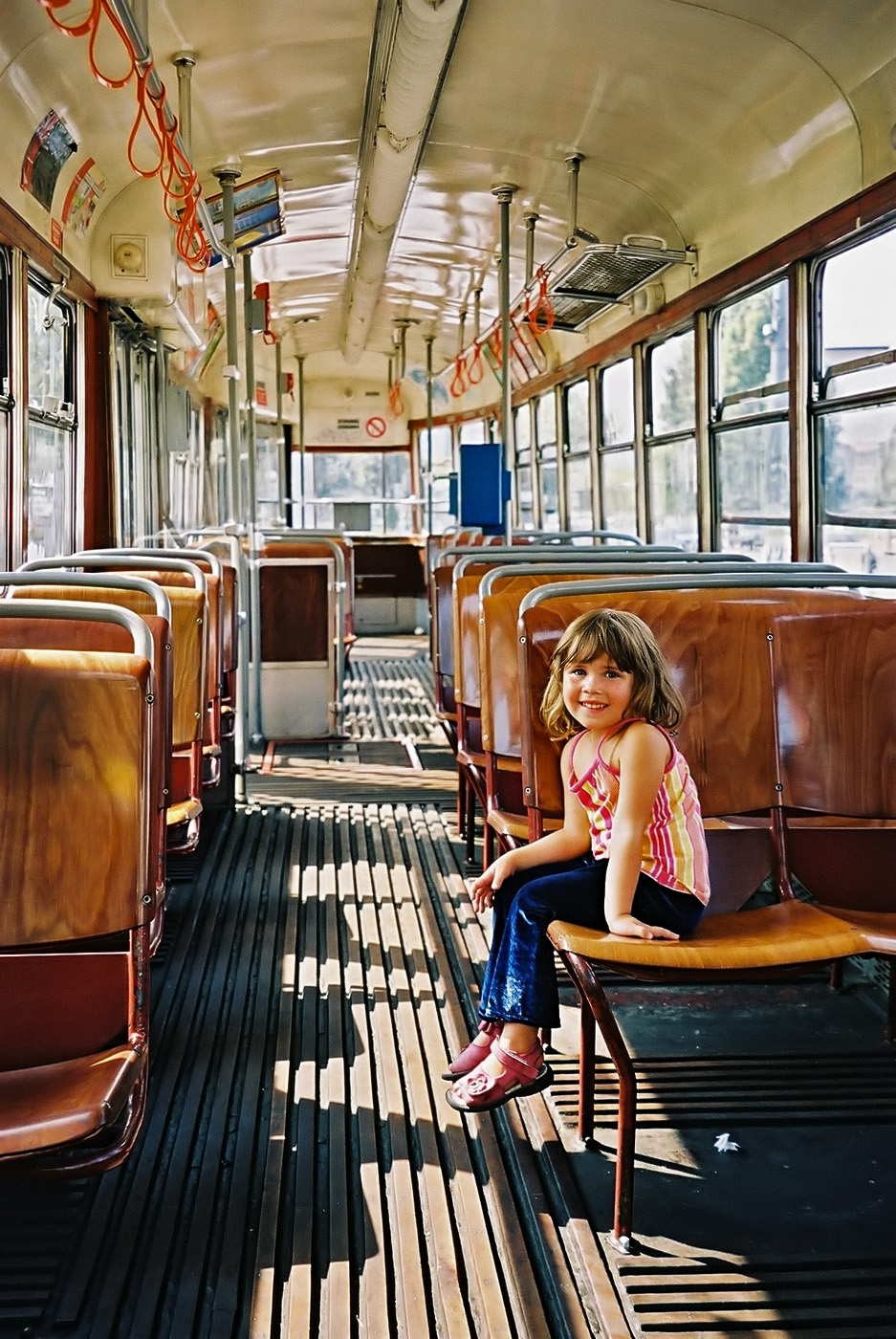
Innenraum einer Tram mit Durofol-Bestuhlung von etwa 1960; der ursprünglich vorhandene Schaffnersitz bei der hinteren Tür fehlt hier.
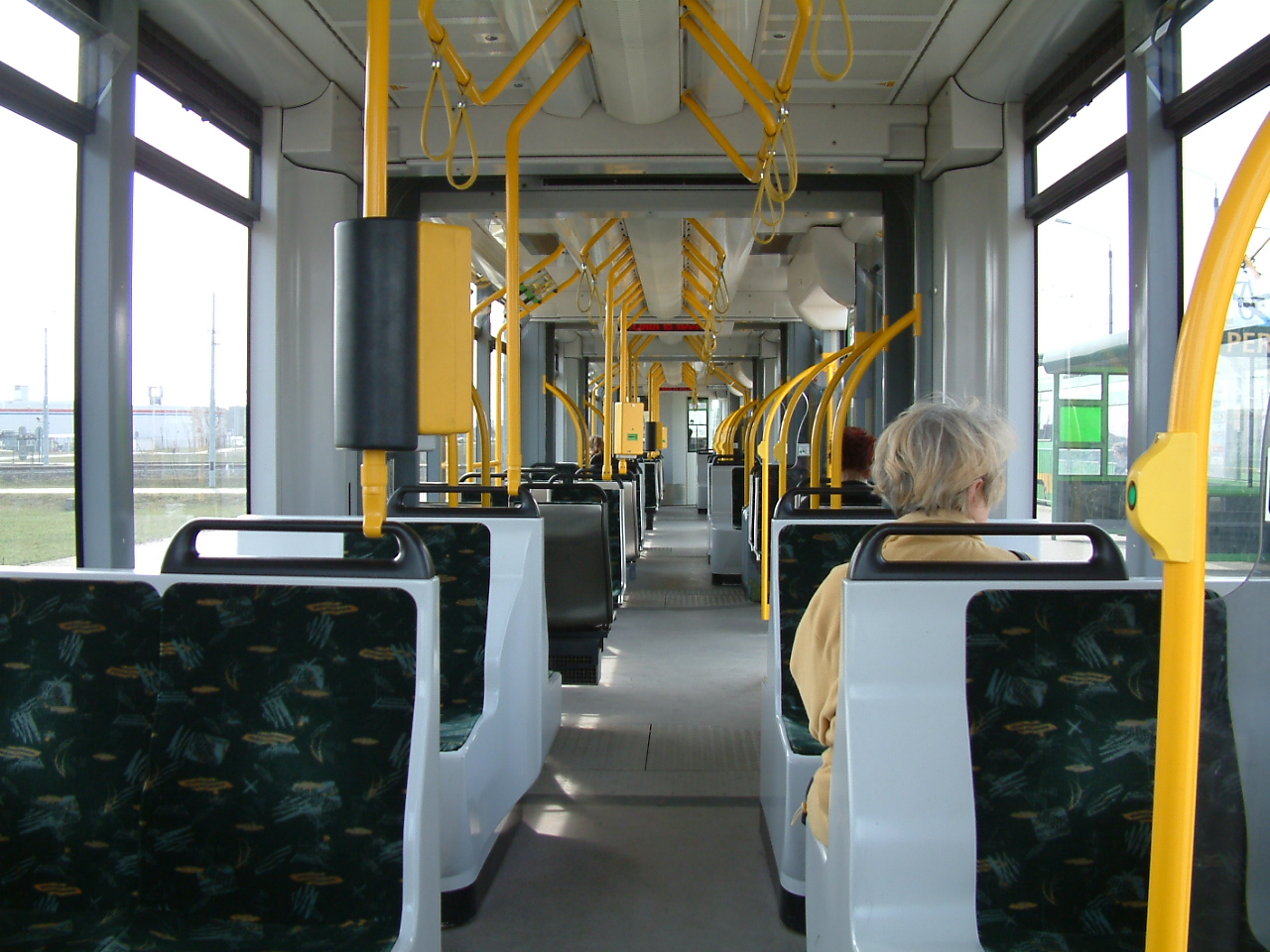
Innenraum eines Combino
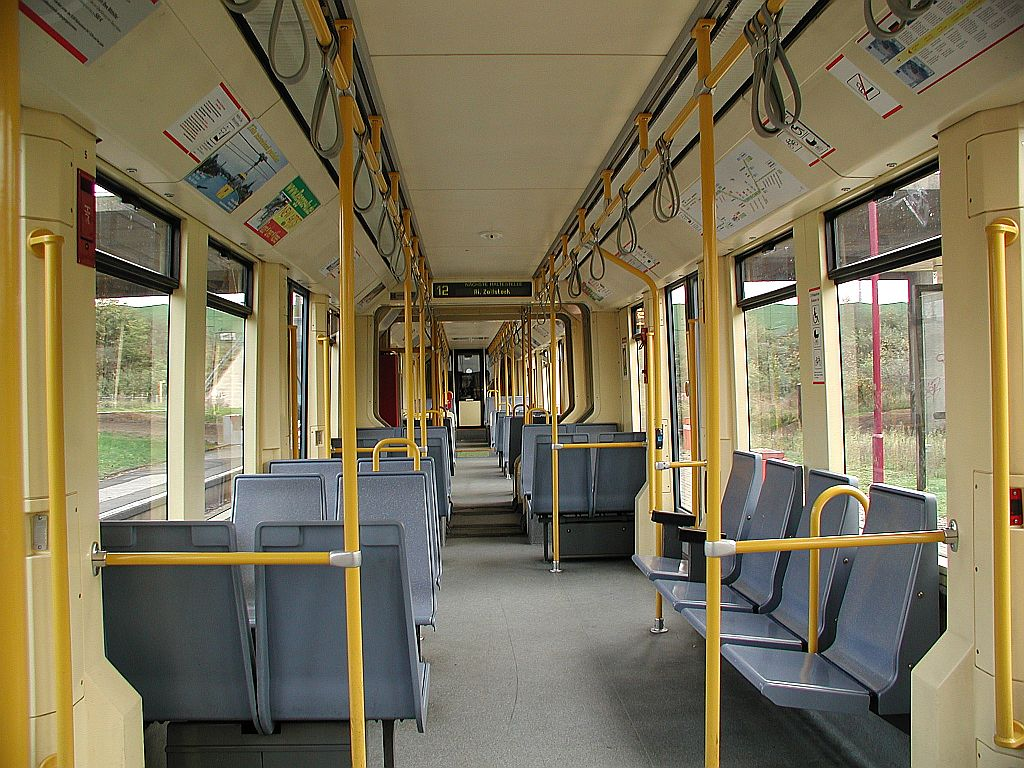
Innenraum eines Kölner K4000.